# Napoleonski ratovi
Napoleonski ratovi (fra. Les guerres napoléoniennes, Guerres napoléoniennes) ili Napoleonovi ratovi (fra. Les guerres de Napoléon) – poznati još i kao Protufrancuski ratovi – bili su niz oružanih sukoba vođenih između Francuskog Carstva (isprva Francuske Republike) pod Napoleonom I. Bonaparteom, zajedno s njegovim marionetama i saveznicima, te Protunapoleonskih koalicija na čelu s Britanskim Carstvom, Ruskim Carstvom, Austrijskim Carstvom, Svetim Rimskim Carstvom (do 1806.) i Kraljevinom Pruskom. Bilo je devet Napoleonskih ratova, od kojih je sedam nazvano po koalicijama koje su se borile protiv Napoleona: (1.) Rat Prve koalicije (1792. – 1797.), (2.) Rat Druge koalicije (1798. – 1802.), (3.) Rat Treće koalicije (1803. – 1806.), (4.) Rat Četvrte koalicije (1806. – 1807.), (5.) Rat Pete koalicije (1809.), (6.) Rat Šeste koalicije (1813. – 1814.), (7.) Rat Sedme koalicije/Sto dana (1815.), (8.) Pirenejski rat/Španjolski rat za neovisnost (1807. – 1814.) i (9.) Napoleonova invazija na Rusko Carstvo (1812.). 
Napoleonski ratovi obilježili su razdoblje francuske prevlasti nad kontinentalnom Europom. Nakon što je 1799. godine izvršio državni udar – poznat kao Coup d'État du 18 Brumaire – i postao prvim francuskim konzulom, Napoleon je preuzeo kontrolu nad politički kaotičnom Francuskom Republikom, a potom je organizirao financijski stabilnu francusku državu sa snažnom birokracijom i profesionalnom vojskom. Rat je ubrzo izbio, a Britansko Carstvo 18. svibnja 1803. godine objavila je rat Francuskoj okončavši Amienski mir i formirajući koaliciju koju su činili Britansko Carstvo, Švedsko Carstvo, Rusko Carstvo, Napuljsko Kraljevstvo i Kraljevina Sicilija. Britanska flota pod vodstvom admirala Horatia Nelsona odlučno je slomila zajedničku francusko-španjolsku mornaricu u Bitki kod Trafalgara u listopadu 1805. godine. Ova je pobjeda osigurala britansku kontrolu nad Alboranskim i Sredozemnim morem te spriječila planiranu invaziju na Veliku Britaniju, a također je pokazala i kako Napoleonova mornarica nije dorasla Britanskoj kraljevskoj ratnoj mornarici. U prosincu 1805. godine Napoleon je porazio zajedničku vojsku Svetoga Rimskog Carstva, Austrijskog Carstva i Ruskog Carstva u Bitki kod Austerlitza zauvijek okončavši Treću koaliciju i Sveto Rimsko Carstvo te prisilivši Austrijsko Carstvo na sklapanje Požunskog mira (1805.). Zabrinuta zbog povećanja francuske moći, Kraljevina Pruska predvodila je stvaranje Četvrte koalicije s Ruskim Carstvom, Kraljevinom Saskom i Švedskim Carstvom, koja je nastavila rat u listopadu 1806. godine. Napoleon je ubrzo porazio Pruse u Bitki kod Jene i Auerstedta te Ruse u Bitki kod Friedlanda, nakon čega je sklopljen Tilsitski mir koji nije uspio prekinuti napetosti. Rat je ponovno izbio 1809. godine s loše pripremljenom Petom koalicijom koju je predvodilo Austrijsko Carstvo. Isprva su Austrijanci izvojevali značajnu pobjedu u Bitki kod Aspern-Esslinga, ali ubrzo su poraženi u Bitki kod Wagrama.
Nadajući se kako će ekonomski izolirati i oslabiti Britansko Carstvo Kontinentalnom blokadom, Napoleon je pokrenuo invaziju na Kraljevinu Portugal, koja je bila jedini preostali britanski saveznik u Europi. Nakon što je okupirao Lisabon u studenom 1807. godine, Napoleon je iskoristio priliku da se okrene protiv Španjolske (svog bivšeg saveznika), svrgne vladajuću španjolsku kraljevsku obitelj i proglasi svoga brata Josepha Bonapartea španjolskim kraljem, što je i učinio 1808. godine. Španjolci i Portugalci su se uz podršku Britanskog Carstva pobunili te nakon šest godina (1814.) istjerali Francuze s Pirenejskoga poluotoka.
Istodobno je Rusko Carstvo, nevoljno snositi ekonomske posljedice zbog smanjene trgovine, rutinski kršila Kontinentalnu blokadu, što je navelo Napoleona da pokrene masivnu invaziju (1812.). Posljedična kampanja završila je katastrofom za Francusko Carstvo i gotovo potpunim uništenjem Napoleonove Grande Armée.
Ohrabreni njegovim porazom, Austrijsko Carstvo, Kraljevina Pruska, Švedsko Carstvo i Rusko Carstvo formirali su Šestu koaliciju te započeli novu kampanju protiv Francuskog Carstva odlučno porazivši Napoleona u Bitki kod Leipziga u listopadu 1813. godine nakon nekoliko borbi. Koalicija je tada napala Francusku s istoka, dok se Poluotočni rat prelio na jugozapadnu Francusku. Koalicijske sile zauzele su Pariz krajem ožujka 1814. godine i prisilile Napoleona na abdikaciju u travnju iste godine; prognan je na otok Elbu, a dinastija Burbon vraćeni je na vlast. Međutim, Napoleon je pobjegao s otoka u veljači 1815. godine i ponovno preuzeo vlast nad Francuskom u razdoblju prozvanom Sto dana. Saveznici su formirali Sedmu koaliciju, porazili Napoleona u Bitki kod Waterlooa u lipnju 1815. i protjerali ga na Svetu Helenu, gdje je umro šest godina kasnije.
Bečki kongres prekrojio je granice Europe i donio razdoblje relativnog mira. Napoleonski ratovi imali su duboke posljedice na globalnu povijest uključujući širenje nacionalizma i liberalizma, uspon Britanskog Carstva kao vodeće svjetske pomorske i gospodarske sile, začetaka Dekolonizacije Amerika te kasniji pad Španjolskog i Portugalskog Carstva, začetaka njemačkog i talijanskog ujedinjenja te uvođenje radikalno novih metoda ratovanja i građanskog prava. Nakon završetka Napoleonskih ratova, nastupilo je razdoblje mira u Europi koje je trajalo do početka Krimskog rata (1853.).

## Pregled
Napoleon je preuzeo vlast 1799. godine, stvorivši vojnu diktaturu. Postoji niz mišljenja o datumu koji se koristi kao službeni početak Napoleonskih ratova, a često se koristi 18. svibnja 1803., kada su Britansko Carstvo i Francuska završile jedino kratko razdoblje mira između 1792. i 1814. godine.
Britansko Carstvo okončalo je Amienski mir i objavila rat Francuskoj u svibnju 1803. godine. Među razlozima bile su Napoleonove promjene međunarodnog sustava u Zapadnoj Europi, posebno u Švicarskoj, Njemačkoj, Italiji i Nizozemskoj. Britaniju je posebno iritirala Napoleonova tvrdnja o kontroli nad Švicarskom. Nadalje, Britanci su se osjećali uvrijeđenima kada je Napoleon izjavio da njihova država ne zaslužuje nikakav glas u europskim poslovima, iako je britanski kralj Đuro III. bio izborni knez Svetog Rimskog Carstva. Sa svoje strane, Rusko Carstvo uvidjelo je da je intervencija u Švicarskoj pokazala kako Napoleon nije gledao prema mirnom rješavanju svojih nesuglasica s drugim europskim silama.
Britanci su žurno izvršili pomorsku blokadu Francuske kako bi joj uskratili resurse. Napoleon je odgovorio ekonomskim embargom protiv Britanskog Carstva i nastojao eliminirati britanske kontinentalne saveznike kako bi razbio koalicije koje su se okupile protiv njega. Takozvana Kontinentalna blokada formirala je Ligu oružane neutralnosti kako bi prekinula blokadu i provela slobodnu trgovinu s Francuskom Republikom. Britanci su odgovorili zarobljavanjem dansko-norveške flote i razbijanjem Lige, a kasnije su osigurali dominaciju nad morima, dopuštajući joj da slobodno nastavi svoju strategiju.
Napoleon je pobijedio u Bitki kod Austerlitza, izbacivši Austrijsko Carstvo iz rata i službeno raspustivši Sveto Rimsko Carstvo. Nakon nekoliko mjeseci, Kraljevina Pruska pokrenula je Rat Četvrte koalicije, koji je završio kobno za Prusku, koja je poražena i okupirana unutar 19 dana od početka pohoda. Napoleon je potom porazio Rusko Carstvo u Bitki kod Friedlanda, stvorivši moćne marionetske države u Istočnoj Europi te okončavši Četvrtu koaliciju.
Istodobno, odbijanje Kraljevine Portugala da se pridruži Kontinentalnoj blokadi i neuspjeh Španjolske da ju održi, doveli su do Pirenejskog rata i izbijanja Rata Pete koalicije. Francuzi su okupirali Španjolsku i formirali španjolsko marionetsko kraljevstvo, okončavši savez između njih dvoje. Ubrzo je uslijedilo snažno britansko uplitanje na Pirenejskom poluotoku, dok je pokušaj zauzimanja Antwerpena propao. Napoleon je nadgledao situaciju na Pirenejskom poluotoku, porazivši Španjolce i protjeravši Britance s poluotoka. Austrijsko Carstvo, željno povrata teritorija izgubljenog tijekom Rata Treće koalicije, napalo je francuske marionetske države u Istočnoj Europi u travnju 1809. godine, pokrenuvši Rat Pete koalicije, koji je završio porazom Austrijskog Carstva u Bitki kod Wagrama.
Planovi za invaziju britanske Sjeverne Amerike natjerali su SAD da objavi rat Britanskom Carstvu 1812. godine, međutim SAD nije postao francuski saveznik. Pritužbe oko kontrole nad današnjom Poljskom i povlačenje Ruskog Carstva iz Kontinentalne blokade doveli su do Napoleonove invazije na Rusiju u lipnju 1812. godine. Invazija je bila neumitna katastrofa za Napoleona – taktika spaljene zemlje, dezerterstvo, francuski strateški neuspjesi i početak ruske zime natjerali su Napoleona na povlačenje uz goleme gubitke. Napoleon je pretrpio daljnje neuspjehe, a francuska moć na Pirenejskom poluotoku slomljena je u Bitki kod Vitorije sljedećeg ljeta. Nedugo zatim započeo je Rat šeste koalicije.
Koalicija je porazila Napoleona u Bitki kod Leipziga, što je ubrzalo njegov pad s vlasti i konačnu abdikaciju (6. travnja 1814.). Pobjednici su istjerali Napoleona na otok Elbu i obnovili burbonsku monarhiju. Napoleon je 1815. godine pobjegao s Elbe, prikupivši dovoljno podrške da svrgne Luja XVIII., što je pokrenulo Rat Sedme koalicije, koji je poznat i pod imenom Sto dana. Napoleon je odlučno poražen u Bitki kod Waterlooa te je ponovno abdicirao 22. lipnja iste godine. Dana 15. srpnja, Napoleon se predao Britancima u Rochefortu, nakon čega je trajno prognan na udaljeni otok Svetu Helenu. Pariškim mirom, potpisanim 20. studenoga 1815., rat je službeno okončan.
Burbonska monarhija ponovno je obnovljena, a pobjednici su započeli Bečki kongres kako bi vratili mir u Europu. Kao izravna posljedica rata, Kraljevina Pruska uzdigla se u veliku silu, dok je Ujedinjeno Kraljevstvo, sa svojom Kraljevskom ratnom mornaricom bez premca i rastućim Britanskim Carstvom, postala svjetska dominantna supersila, počevši period koji je poznat kao Pax Britannica. Sveto Rimsko Carstvo se zauvijek raspalo, a filozofija nacionalizma koja se pojavila rano u ratovima uvelike je pridonijela kasnijem ujedinjenju njemačkih država i onih na talijanskom poluotoku. Rat na Pirenejskom poluotoku uvelike je oslabio španjolsku moć, a Španjolsko Carstvo počelo se raspadati – izgubilo je gotovo sve svoje američke posjede do 1833. godine. Portugalsko Carstvo se smanjilo, a Brazilsko Carstvo je 1822. godine proglasilo nezavisnost.
Ratovi su revolucionirali europsko ratovanje – primjena masovne vojne obveze i totalni rat doveli su do kampanja neviđenih razmjera, budući da su cijele nacije angažirale sve svoje ekonomske i industrijske resurse u zajedničkim ratnim naporima. Taktički, Francuska vojska redefinirala je ulogu topništva, dok je Napoleon naglašavao mobilnost kako bi nadoknadio brojčane nedostatke, a zračni je nadzor po prvi put korišten u ratovanju. Vrlo uspješni španjolski gerilci pokazali su sposobnost naroda vođenog gorljivim nacionalizmom protiv okupatorske sile. Zbog dugotrajnosti ratova, opsega Napoleonovih osvajanja i popularnosti ideala Francuska revolucija, razdoblje je imalo dubok utjecaj na europsku društvenu kulturu. Mnoge revolucije koje su uslijedile, poput Ruske revolucije, gledale su na Francuze kao na izvor inspiracije, dok su njezina temeljna načela uvelike proširila arenu ljudskih prava i oblikovala moderne političke filozofije koje se i danas koriste.

## Koalicije
Glavne europske sile koje su kovale različite protufrancuske koalicije bile su: Britansko Carstvo, Rusko Carstvo, Austrijsko Carstvo i Kraljevina Pruska; iako, osim Britanskog Carstva, nisu sve bile uključene u svaku koaliciju. Ostale sile koje su se povremeno pridruživale koalicijama uključuju: Španjolsku, Napuljsko Kraljevstvo, Kraljevinu Sardiniju, Nizozemsku, Osmansko Carstvo, Kraljevinu Portugal, Švedsko Carstvo, Dansku-Norvešku te razne njemačke i talijanske države.
Prva, Druga, Treća, Četvrta i Peta koalicija raspale su se kada su jedna ili više članica poražene i bile prisiljene napustiti pojedinu koaliciju, a ponekad su postajale i Napoleonovi saveznici. Šesta i Sedma koalicija raspuštene su nakon što je Napoleon poražen 1814. i 1815. godine, a nova ravnoteža snaga uspostavljena je među potpisnicima na Bečkom kongresu.

## Pozadina
Vladari europskih kontinentalnih sila su s velikim strahom dočekali izbijanje Francuske revolucije, što je dodatno pogoršano pogubljenjem Luja XVI. i rušenjem francuske monarhije. Godine 1793., Habsburška Monarhija, Kraljevina Sardinija, Napuljsko Kraljevstvo, Kraljevina Pruska, Španjolska i Britansko Carstvo formirale su Prvu koaliciju za suzbijanje rastućih nemira u Francuskoj. Mjere poput masovnog novačenja, vojnih reformi i totalnog rata omogućile su Kraljevini Francuskoj da porazi Koaliciju, unatoč istovremenoj Pobuni u Vendeji. Napoleon, tada general Francuske revolucionarne vojske, prisilio je Habsburšku Monarhiju da potpiše mir u Campo Formiju, ostavljajući Britansko Carstvo kao jedinu državu koja se protivila novonastaloj Francuskoj Republici.
Drugu su koaliciju 1798. godine formirale Britansko Carstvo, Napuljsko Kraljevstvo, Habsburška Monarhija, Osmansko Carstvo, Papinska Država, Rusko Carstvo, Kraljevina Portugal i Švedsko Carstvo. Francuska Republika pod Direktorijem patila je od velikih razina korupcije i unutarnjih sukoba. Novoj republici također su nedostajala sredstva te više nije uživala usluge Lazarea Carnota, ministra rata koji je vodio Francusku do njezinih pobjeda tijekom ranih faza Revolucije. Napoleon Bonaparte, zapovjednik Armée d'Italie u kasnijim fazama Prve koalicije, pokrenuo je Kampanju na Egipat, s namjerom da poremeti britansku kontrolu nad današnjom Indijom. Pritisnuta sa svih strana, Francuska je pretrpjela niz uzastopnih poraza protiv revitaliziranih neprijatelja, uz potporu britanske financijske pomoći.
Napoleon se 23. kolovoza 1799. godine vratio iz Egipta u Francusku, a njegova kampanja je propala Bitkom na rijeci Nil. Dana 9. studenoga preuzeo je kontrolu nad francuskom vladom, u državnom udaru bez prolivene krvi, zamijenivši Direktorij konzulatom i transformirajući republiku u de facto diktaturu. Nadalje je reorganizirao francuske vojne snage, uspostavivši veliku pričuvnu vojsku koja je bila postavljena za podršku kampanjama na Rajni ili u Italiji. Rusko Carstvo već je bilo izbačeno iz rata, a pod Napoleonovim vodstvom Francuzi su odlučno porazili Habsburšku Monarhiju u Bitki kod Marenga u lipnju 1800. godine, osakativši habsburške vojne snage u Italiji. Habsburšku Monarhiju tog su prosinca porazile Moreauove snage u Bitki kod Hoenlindena (pokraj Münchena). Habsburški poraz zapečaćen je ugovorom iz Lunévillea početkom sljedeće godine, dodatno prisilivši Britance da potpišu Amienski mir s Francuskom, uspostavivši slab mir.

## Datum početka i nomenklatura
Ne postoji konsenzus o tome kada su završili Francuski revolucionarni ratovi i počeli Napoleonski ratovi. Mogući datumi uključuju 9. studenoga 1799., kada je Napoleon preuzeo vlast 18. Brumairea (datum prema republikanskom kalendaru koji je tada bio u upotrebi); 18. svibnja 1803., kada su Britansko Carstvo i Francuska Republika okončale jedino kratko razdoblje mira između 1792. i 1814.; ili 2. prosinca 1804., kada se Napoleon okrunio za cara.
Britanski povjesničari povremeno govore o gotovo neprekidnom razdoblju ratovanja od 1792. do 1815. godine kao o Velikom francuskom ratu ili kao o posljednjoj fazi anglo-francuskog Drugog stogodišnjeg rata, koji obuhvaća razdoblje od 1689. do 1815. godine. Povjesničar Mike Rapport predložio je korištenje pojma „Francuski ratovi” kako bi se nedvosmisleno opisalo cijelo razdoblje od početka Francuskih revolucionarnih ratova (1792.) do završetka Napoleonskih ratova 1815. godine.
U Francuskoj su Napoleonski ratovi općenito integrirani s Francuskim revolucionarnim ratovima.
Njemačka historiografija može Rat Druge koalicije (1798. – 1802.), tijekom kojeg je Napoleon preuzeo vlast, ubrajati u Erster Napoleonischer Krieg (hrv. Prvi napoleonski rat).
U nizozemskoj su historiografiji sedam velikih ratova između 1792. i 1815. uobičajeno nazivani Koalicijskim ratovima (niz. Coalitieoorlogen), dok su prva dva nazivana Francuskim revolucionarnim ratovima (niz. Franse Revolutionaire Oorlogen) u razdoblju od 1792. do 1802. godine. Međutim, postoji i pojam Napoleonski ratovi (niz. Napoleontische Oorlogen) koji su smješteni između 1803. i 1815. godine.

## Napoleonove taktike
Napoleon je bio i ostao slavan po svojim pobjedama na bojnom polju, a povjesničari su posvetili ogromnu pozornost njihovoj analizi.
| »                         | Idealna Napoleonova bitka bila je dovesti neprijatelja u nepovoljan položaj manevrima i prijevarom, prisiliti ga da angažira svoje glavne snage i pričuvu u glavnoj bitci, a zatim poduzeti opkoljavajući napad sa slobodnim ili pričuvnim trupama na boku ili pozadini. Takav iznenadni napad bi ili proizveo razoran učinak na moral ili bi ga prisilio da oslabi svoju glavnu borbenu liniju. U svakom slučaju, vlastita impulzivnost neprijatelja započela je proces kojim je čak i manja francuska vojska mogla poraziti neprijateljske snage jednu po jednu. | « |
| – Donald M. G. Sutherland | |   |

Nakon 1807. godine, Napoleonovo stvaranje visokomobilne, dobro naoružane topničke snage dalo je upotrebi topništva povećanu taktičku važnost. Napoleon je, umjesto da se oslanja na pješaštvo kako bi istrošio neprijateljsku obranu, mogao upotrijebiti masovno topništvo za razbijanje neprijateljske linije. Kada je to postignuto, poslao je pješaštvo i konjaništvo.

## Uvod
Britaniju je iritiralo nekoliko francuskih akcija nakon Amienskog mira. Napoleon je anektirao Pijemont i Elbu, proglasio se predsjednikom Talijanske Republike (države u sjevernoj Italiji koju je Francuska uspostavila), ali nije uspio evakuirati Nizozemsku, kao što je ona pristala učiniti u ugovoru. Francuska se nastavila miješati u britansku trgovinu usprkos sklopljenom mirovnom sporazumu te se žalila na Britansko Carstvo koje pruža utočište određenim pojedincima i ne suzbija antifrancuski tisak.
Britansko Carstvo zarobilo je Maltu, a ista je bila i predmetom složenog dogovora u 10. članku Amienskog mira, prema kojem je trebala biti vraćena Malteškim vitezovima s napuljskim garnizonom te stavljena pod jamstvo trećih sila. Slabljenje Ivanovaca konfiskacijom njihove imovine u Francuskoj Republici i Španjolskoj, zajedno s kašnjenjem u dobivanju jamstava, spriječilo je Britance da evakuiraju otok nakon tri mjeseca, kako je navedeno u ugovoru.
Helvetsku Republiku uspostavila je Francuska Repunlika kada je 1798. godine izvršila invaziju na Staru Švicarsku Konfederaciju. Francuska je povukla svoju vojsku, ali su izbili nasilni sukobi protiv vlade, poznatih kao Stecklikrieg (njem.), koju su mnogi Švicarci vidjeli kao pretjerano centraliziranu. Napoleon je ponovno okupirao Švicarsku u listopadu 1802. i nametnuo kompromisno rješenje. To je izazvalo veliko zgražanje u Britaniji, koja je prosvjedovala jer je to kršenje ugovora iz Lunévillea. Iako su kontinentalne sile bile nespremne djelovati, Britanci su odlučili poslati agenta kako bi pomogao Švicarcima u nabavi opskrbe, a također su naredili svojoj vojsci da ne vrate Rt dobre nade Nizozemskoj, kao što su se obvezali učiniti prema Amienskom miru.
Švicarski otpor pao je prije nego što se bilo što moglo postići, a nakon mjesec dana, Britanija je opozvala naredbe koje su zabranjivale obnovu Rta dobre nade. Istovremeno, Rusko Carstvo konačno je pristupilo jamstvu u pogledu Malte. Zabrinuti da će doći do neprijateljstava kada je Napoleon saznao da je Rt dobre nade zadržan, Britanci su počeli odugovlačiti s evakuacijom Malte. U siječnju 1803. godine, vladine novine u Francuskoj objavile su izvješće trgovačkog agenta koji je istaknuo lakoću s kojom se Egipat može osvojiti. Britanci su to iskoristili te zahtijevali zadovoljstvo i sigurnost prije evakuacije Malte, koja je bila zgodna odskočna daska za Egipat. Francuska je odbacila bilo kakvu želju da zauzme Egipat te je pitala kakva je zadovoljština potrebna, ali Britanci nisu mogli dati odgovor. I dalje nije bilo pomišljanja na rat, a premijer Henry Addington javno je potvrdio da je Britansko Carstvo u stanju mira.
Početkom ožujka 1803. godine, Addingtonovo ministarstvo je primilo vijest da je britanska vojska ponovno zauzela Rt dobre nade u skladu s naredbama koje su kasnije poništene. Dana 8. ožujka, Britanci su naredili vojne pripreme kako bi se zaštitili od moguće francuske odmazde te ih opravdali lažnom tvrdnjom da je to samo odgovor na francuske pripreme i da su vodili ozbiljne pregovore s Francuskom Republikom. Za nekoliko dana se doznalo da je Rt dobre nade predan u skladu s protuzapovijedima, no bilo je prekasno. Napoleon je zbog vojnih priprema grdio britanskog veleposlanika pred 200 gledatelja.
Addingtonovo ministarstvo shvatilo je da će se suočiti s istragom o njihovim lažnim razlozima za vojne pripreme, a tijekom travnja neuspješno je pokušalo osigurati potporu Williama Pitta Mlađeg kako bi ih zaštitio. Istog mjeseca Ministarstvo je izdalo ultimatum Francuskoj zahtijevajući zadržavanje Malte najmanje deset godina, trajno preuzimanje otoka Lampeduse od Kraljevine Sicilije i evakuaciju Nizozemske. Također su ponudili priznavanje francuskih dobitaka u Italiji ako evakuiraju Švicarsku i nadoknade kralju Sardinije njegove teritorijalne gubitke. Francuska je ponudila Maltu staviti u ruke Ruskog Carstva kako bi zadovoljila britanske brige, povući se iz Nizozemske kada Malta bude evakuirana i formirati konvenciju kako bi se udovoljilo Britanskom Carstvu oko drugih pitanja. Britanci su lažno demantirali da je Rusko Carstvo dalo ponudu, a britanski je veleposlanik napustio Pariz. Očajnički želeći izbjeći rat, Napoleon je poslao tajnu ponudu u kojoj je pristao da Britanija zadrži Maltu ako Francuska može zauzeti poluotok Otranto, koji je bio pod vlašću Napuljskog Kraljevstva. Svi napori bili su uzaludni, a Britansko Carstvo objavilo je rat Francuskoj 18. svibnja 1803. godine.

## Rat između Britanskog Carstva i Francuske (1803. – 1814.)

### Britanske motivacije
Britansko Carstvo imalo je osjećaj gubitka kontrole, kao i gubitka tržišta, te je bilo zabrinuto zbog Napoleonove moguće prijetnje njegovim kolonijama. McLynn tvrdi kako je Britanija 1803. godine ušla u rat iz „mješavine ekonomskih motiva i nacionalnih neuroza – iracionalne tjeskobe zbog Napoleonovih motiva i namjera” te zaključuje kako se to pokazalo kao pravi izbor za Britaniju jer su, dugoročno gledano, Napoleonove namjere bile neprijateljske britanskom nacionalnom interesu. Napoleon nije bio spreman za rat, pa je to bilo najbolje vrijeme za Britaniju da ih zaustavi. Britanija se uhvatila pitanja Malte, odbijajući slijediti uvjete Amienskog mira i evakuirati otok.
Dublja britanska pritužba bila je njihova percepcija da Napoleon preuzima osobnu kontrolu nad Europom, čineći međunarodni sustav nestabilnim te tjerajući britanske snage na marginu. Brojni su akademičari tvrdili da je Napoleonovo agresivno držanje stvorilo neprijatelje i koštalo ga potencijalnih saveznika. Sve do 1808. godine, kontinentalne sile potvrdile su većinu njegovih dobitaka i titula, ali kontinuirani sukob s Britanskim Carstvom doveo je do pokretanja Pirenejskog rata i Invazije na Rusiju, što mnogi akademičari vide kao dramatično pogrešnu procjenu.
Charles James Fox je 1806. godine pokušao je ozbiljno pregovarati o miru s Francuskim Carstvom. Britanci su željeli zadržati svoja prekomorska osvajanja i vratiti Hanover Đuri III. u zamjenu za prihvaćanje francuskih osvajanja na kontinentu. Francuzi su bili voljni ustupiti Maltu, Rt dobre nade, Tobago i Francusku Indiju Britanskom Carstvu, ali su htjeli dobiti Siciliju u zamjenu za obnovu Hanovera.
Za razliku od brojnih koalicijskih partnera, Britansko Carstvo ostalo je u ratu tijekom cijelog razdoblja Napoleonskih ratova. Zaštićeno pomorskom nadmoći (prema riječima admirala Johna Jervisa Domu lordova: „Ne kažem, moji lordovi, da Francuzi neće doći. Kažem samo da neće doći morem.”), Britansko Carstvo nije moralo trošiti vrijeme braneći se te se stoga moglo usredotočiti na podršku svojim ratnim saveznicima, održavajući kopneni rat niskog intenziteta na globalnoj razini više od desetljeća. Britanska vlada isplaćivala je velike svote novca drugim europskim državama kako bi mogle plaćati svoje vojske na bojištu. Ova plaćanja su kolokvijalno poznata kao Zlatna konjica Svetog Jurja. Britanska vojska pružila je dugoročnu podršku španjolskoj pobuni u Pirenejskom ratu (1808. – 1814.), potpomognuta taktikom španjolske gerile. Britansko-portugalske snage pod Arthurom Wellesleyem podržale su Španjolce, koji su uspješno vodili kampanju protiv francuskih snaga, na kraju ih otjeravši iz Španjolske i omogućivši Britanskom Carstvu da izvrši invaziju na južnu Francusku. Do 1815. godine, britanska je vojska igrala središnju ulogu u konačnom porazu Napoleona u Bitki kod Waterlooa.
Osim manjih pomorskih akcija protiv britanskih imperijalnih interesa, Napoleonski ratovi bili su manjeg globalnog opsega od prethodnih sukoba poput Sedmogodišnjeg rata, kojeg povjesničari nazivaju „svjetskim ratom”.

### Ekonomsko ratovanje
Kao odgovor na pomorsku blokadu francuske obale koju je donijela britanska vlada 16. svibnja 1806., Napoleon je 21. studenoga iste godine izdao Berlinski dekret kojim je na snagu stupila Kontinentalna blokada. Time je cilj bio eliminirati prijetnju Britanskog Carstva zatvaranjem teritorija pod francuskom kontrolom njegovoj trgovini. Britanija je imala stalnu vojsku od 220 000 vojnika, od kojih pola nije bilo dostupno za kampanju, dok je ostatak je bio potreban garnizonu u Irskoj i kolonijama te pružanje sigurnosti Britanskom Carstvu. Snaga Francuske dosegla je vrhunac s oko 2 500 000 vojnika i nekoliko stotina tisuća pripadnika Nacionalne garde koje je Napoleon mogao unovačiti u vojsku ako je bilo potrebno. Obje nacije angažirale su velik broj sjedilačkih milicija koje nisu bile prikladne za kampanju te su uglavnom bile angažirane kako bi oslobodile regularne snage za aktivnu službu.
Britanska kraljevska ratna mornarica poremetila je izvankontinentalnu trgovinu Francuskog Carstva otimanjem te prijetnjom francuskom brodovlju i njezinim kolonijalnim posjedima, ali nije mogla učiniti ništa po pitanju francuske trgovine s glavnim kontinentalnim silama te je predstavljala tek malu prijetnju francuskom teritoriju u Europi. Stanovništvo i poljoprivredni kapacitet Francuskog Carstva daleko su nadmašivali Britaniju, koja je imala najveći industrijski kapacitet u Europi, a njezino ovladavanje morima omogućilo joj je da izgradi znatnu gospodarsku snagu kroz trgovinu. To je osiguralo da Francusko Carstvo nikada ne može u miru učvrstiti svoju kontrolu nad Europom. Mnogi u francuskoj vladi vjerovali su da bi odsijecanje Ujedinjenog Kraljevstva od Europe okončalo njezin ekonomski utjecaj na kontinent i izoliralo ju.

### Financiranje rata
Ključni element britanskog uspjeha bila je njezina sposobnost mobiliziranja nacionalne industrijske i financijske resurse i primijeni ih na poraz Francuskog Carstva. Iako je Ujedinjeno Kraljevstvo imalo približno 16 000 000 stanovnika naspram francuskih 30 000 000, francuska brojčana prednost bila je nadoknađena britanskim subvencijama koje su plaćale mnoge austrijske i ruske vojnike, dosegnuvši brojku od oko 450 000 ljudi 1813. godine. Prema anglo-ruskom sporazumu iz 1803., Britanija je plaćala subvenciju od 1 500 000 £ za svakih 100 000 ruskih vojnika na terenu.
Britanska nacionalna proizvodnja ostala je snažna, a dobro organizirani poslovni sektor usmjeravao je proizvode u ono što je vojsci bilo potrebno. Britanija je iskoristila svoju ekonomsku moć da proširi Kraljevsku ratnu mornaricu, udvostručivši broj fregata, dodavši 50 % više velikih linijskih brodova i povećavši broj mornara sa 15 000 na 133 000 u osam godina nakon početka rata 1793. godine, dok se francuska ratna mornarica smanjila za više od pola. Krijumčarenje gotovih proizvoda na kontinent potkopalo je francuske napore da oslabi britansko gospodarstvo odsijecanjem tržišta. Subvencije Austrijskom Carstvu i Rusiji zadržale su ih u ratu. Britanski proračun je 1814. godine dosegnuo 98 000 000 £, uključujući 10 000 000 £ za Kraljevsku ratnu mornaricu, 40 000 000 £ za vojsku, 10 000 000 £ za saveznike i 38 000 000 £ kao kamate na državni dug, koji je skočio na 679 000 000 £ i bio više nego dvostruko veći od BDP-a. Taj su dug poduprle stotine tisuća investitora i poreznih obveznika, unatoč višim porezima na imovinu i novom porezu na dohodak. Troškovi rata iznosili su 831 000 000 £ (suvremene 3 milijarde £). Nasuprot tome, francuski financijski sustav bio je neadekvatan te su se Napoleonove snage morale dijelom oslanjati na rekvizicije iz prethodno osvojenih zemalja.
Od 1813. do 1815. godine, Nathan Mayer Rothschild bio je ključan u gotovo samostalnom financiranju britanskih ratnih napora, organizirajući otpremu vojskama Arthura Wellesleya diljem Europe, kao i isplatu britanskih financijskih subvencija njihovim kontinentalnim saveznicima.

## Napoleonova planirana invazija na Ujedinjeno Kraljevstvo (1803. – 1805.)
Napoleonov planirani napad na Ujedinjeno Kraljevstvo na početku Rata Treće koalicije, iako nikada nije realiziran, imao je velik utjecaj na britansku pomorsku strategiju i utvrđivanje obale jugoistočne Engleske. Francuzi su već 1796. godine pokušali invaziju na Irsku kako bi destabilizirali Ujedinjeno Kraljevstvo ili kao pripremu za napad na Veliku Britaniju.
Prva francuska Armée d'Angleterre (hrv. „Vojska Engleske”) okupila se 1798. na obali La Manchea. Međutim, invazija na Englesku bila je ostavljena sa strane – jer je Napoleon bio zaokupljen s Habsburškom Monarhijom i Kampanjom u Egiptu – i odgođena 1802. godine Mirovnim sporazumom u Amiensu.
Na temelju planiranja navodnih invazija za vrijeme francuskog Starog poretka (fra. Ancien Régime) 1744., 1759. i 1779. godine, pripreme su ponovno počele nakon izbijanja rata 1803., a konačno su obustavljene 1805. godine, prije Bitke kod Trafalgara.

### Francuske pripreme
Od 1803. do 1805. godine nova vojska od 200 000 ljudi, poznata kao Armée des côtes de l'Océan (hrv. „Vojska oceanskih obala”) ili Armée d'Angleterre (hrv. „Vojska Engleske”), okupljena je i obučavana u kampovima u Boulogneu, Bruggeu i Montreuil-sur-Meru.
Velika Flottille de Boulogne (eng. Boulogne Flotilla, hrv. „Boulogneska flotila”), koja se sastojala od invazijskih teglenica, izgrađena je u lukama duž obala Francuske i Nizozemske – tada pod francuskom dominacijom kao Batavijska Republika – od Étaplesa sve do Vlissingena, i okupljena u Boulogne-sur-Meru. Ta je flotila prvotno bila pod energičnim zapovjedništvom Étiennea Eustachea Bruixa, no on se ubrzo morao vratiti u Pariz, gdje je umro od tuberkuloze u ožujku 1805. godine. Dio flotile koji je izgradila Batavijska ratna mornarica bio je pod zapovjedništvom viceadmirala Carela Hendrika Ver Huella. On je premjestio batavijsku flotilu iz Vlissingena u Boulogne, unatoč britanskim pokušajima da se to spriječi.
Lučki sadržaji u Boulogneu su poboljšani – iako su ga plime činile da neprikladnim za takvu ulogu – te su utvrde izgrađene. Nezadovoljstvo i dosada, koji su često mogli preplaviti vojnike koji su ondje čekali, umirivani su stalnim treninzima i čestim svečanim posjetima samog Napoleona Bonapartea, uključujući prve dodjele carske Legije časti.
Medalja je izrađena, dok je u Boulogneu podignut slavoluk kako bi se proslavio očekivani uspjeh invazije. Međutim, kada je Napoleon naredio veliki test invazijskih plovila – usprkos lošem vremenu i protivno savjetima svojih mornaričkih zapovjednika (poput Charlesa Renéa Magona de Médinea, zapovjednika desnog krila flotile) – pokazalo se da su loše dizajnirana za svoj zadatak i, iako je Napoleon osobno vodio napore spašavanja, mnogi su ljudi izgubljeni.
Prvi vojni balon u Francuskoj je 1794. godine upotrijebio Jean-Marie Coutelle. Napoleon je također ozbiljno razmatrao korištenje flote balona za nošenje trupa kao dio svojih predloženih invazijskih snaga te je imenovao Sophie Blanchard glvanom zračnom ministricom leta balonima. Francuski vojni planeri vjerovali su u potencijal invazije na Englesku uz pomoć zračne armade. Došli su na ideju da bi lansiranje 2500 balona, od kojih bi svaki nosio po četiri vojnika, prije pomorske invazije mogli prouzročiti kaos i možebitnu kapitulaciju Engleske. Ta je prijetnja bila toliko ozbiljna da su je i sami Britanci smatrali mogućom. Iako se zračna invazija pokazala neuspješnom te nije bila ostvarena, izgledi za takvu invaziju zaokupili su umove britanskih tiskanih medija i javnosti.
Te su pripreme financirane kupnjom Louisiane 1803. godine, kojom je Francuska Republika ustupila svoje ogromne sjevernoameričke teritorije Sjedinjenim Američkim Državama u zamjenu za isplatu od 60 000 000 francuskih franaka (11 250 000 $). Također je plaćeno i dodatnih 20 000 000 francuskih franaka (3 750 000 $) za olakšanje duga. Cijeli iznos potrošen je na predviđenu invaziju na Englesku. Sjedinjene Američke Države djelomično su financirale kupnju putem zajma od Barings and Hope & Co., što je u biti značilo da je britanska banka neizravno financirala invaziju na zemlju.

### Britanske protuinvazijske pripreme
Britanske pripreme bile su vojni i civilni odgovor Ujedinjenog Kraljevstva na planiranu invaziju Napoleona I. Bonapartea. Uključivale su mobilizaciju britanskog stanovništva, u razmjerima koji prije nisu pokušavani u Ujedinjenom Kraljevstvu, s kombiniranim vojnim snagama od preko 615 000 vojnika u prosincu 1803. godine. Velik dio južne engleske obale bio je utvrđen, s brojnim položajima i utvrdama izgrađenim da odbiju strahovito francusko iskrcavanje. Međutim, Napoleon nikada nije pokrenuo svoju planiranu invaziju te stoga pripreme nikada nisu bile stavljene na kušnju.

#### Pozadina
Britansko Carstvo i Francuska bile su u gotovo neprekidnom ratu od 1793. do 1802., a zatim od 1803. do 1815. godine, koji je bio prekinut samo kratkim mirom u Amiensu i prvim Napoleonovim progonstvom na otoku Elbi. Krajem 1797. godine Napoleon je poručio Francuskom Direktoriju sljedeće:
| »                       | [Francuska] mora uništiti englesku monarhiju, ili očekivati da će sama biti uništena od strane ovih intrigantnih i poduzetnih otočana… Usredotočimo sve svoje napore na mornaricu i uništimo Englesku. Obavljanjem toga, Europa je pod našim nogama. | « |
| – Napoleon I. Bonaparte | |   |

Godine 1803. Napoleon je ponovno usmjerio pozornost na invaziju na Englesku, rekavši:
| »                       | Sve su moje misli usmjerene prema Engleskoj. Želim samo povoljan vjetar i postaviti carskog orla na Londonski Tower. | « |
| – Napoleon I. Bonaparte | |   |

Napoleon je planirao invaziju većih razmjera nego 1798. i 1801. godine te je izgradio novu flotu za taj napor.

## Rat Treće koalicije (1805. – 1806.)
Britansko Cartsvo okupilo je saveznike kako bi formiralo Treću koaliciju koja bi se borila protiv Francuskog Carstva nakon što se Napoleon proglasio carem. Kao odgovor, Napoleon je ozbiljno razmatrao invaziju na Veliku Britaniju, okupljajući 180 000 vojnika u Boulogneu. Prije nego što je mogao izvršiti invaziju, morao je postići pomorsku nadmoć, ili barem odvući britansku flotu od Engleskog kanala (fra. La Manche). Složeni plan da se Britanci odvrate prijetnjom njihovim posjedima u Karibima nije uspio kada se francusko-španjolska flota pod admiralom Pierre-Charlesom Villeneuveom vratila nakon neodlučene akcije u Bitki kod rta Finisterre (22. srpnja 1805.).
Kraljevska ratna mornarica Ujedinjenog Kraljevstva blokirala je Villeneuvea kod Cádiza dok 19. listopada nije otišao prema Napuljskom Kraljevstvu. Britanska flota uhvatila je i nadmoćno porazila združenu neprijateljsku flotu u Bitki kod Trafalgara (21. listopada), a britanski zapovjednik Horatio Nelson poginuo je u toj bitki. Napoleon nakon toga nikada više nije imao priliku izazvati Britance na moru, niti im zaprijetiti invazijom. Potom je ponovno usmjerio pozornost na neprijatelje u Europi.
U travnju 1805., Britanija i Rusko Cartsvo potpisali su sporazum s ciljem protjeravanja Francuza iz Batavijske Republike (današnje Nizozemske) i Švicarske Konfederacije. Austrijsko Carstvo pridružilo se savezu nakon aneksije Genove i Napoleonovog proglašenja za kralja Italije (17. ožujka 1805.). Švedsko Carstvo, koje je već pristalo zakupiti Pomorje kao vojnu bazu za britanske trupe koje su se borile protiv Francuskog Carstva, ušlo je u koaliciju 9. kolovoza iste godine.
Austrijsko je Carstvo započelo rat 8. rujna 1805. invazijom na Bavarsku s vojskom koja je brojila 72 000 vojnika pod vodstvom Karla Macka von Leibericha, a francuska je vojska krajem srpnja 1805. odmarširala iz Boulognea kako bi se suprotstavila Austrijskom Carstvu. U Bitki kod Ulma (16. listopada – 19. listopada), Napoleon je opkolio Mackovu vojsku, prisilivši ju na predaju bez značajnih gubitaka.
Napoleon je 13. studenoga okupirao Beč, a daleko od svojih opskrbnih linija, suočio se s brojnijom austrijsko-ruskom vojskom pod zapovjedništvom Mihaila Kutuzova, s ruskim carem Aleksandrom I. koji je osobno bio prisutan. Dana 2. prosinca, Napoleon je porazio austro-ruske snage u Bitki kod Austerlitza (što se obično smatra njegovom najvećom pobjedom). Brojčano nadmoćnija neprijateljska vojska na kraju je imala 25 000 smrtnih gubitaka koje im je Napoleon nanio s manje od 7000 vojnika u svojim redovima.
Austrijsko Carstvo potpisalo je 26. prosinca 1805. potpisalo Požunski mir te napustilo Treću koaliciju. Ugovor je zahtijevao od Austrijanaca da daju Veneciju Kraljevstvu Italiji, kojom su dominirali Francuzi, te Tirol Bavarskoj, a izlaskom Austrije iz rata nastupio je zastoj. Napoleonova vojska imala je evidenciju kontinuiranih neprekinutih pobjeda na kopnu, ali puna snaga ruske vojske još nije došla do izražaja. Napoleon je sada učvrstio svoju vlast nad Francuskim Carstvom, preuzeo kontrolu nad Belgijom, Nizozemskom (tadašnjom Batavijskom Republikom), Švicarskom te većim dijelom današnjeg zapadnog dijela Njemačke i sjeverne Italije. Njegovi štovatelji kažu kako je Napoleon u tom trenutku htio stati, ali je bio prisiljen nastaviti kako bi dobio veću sigurnost od zemalja koje su odbile prihvatiti njegova osvajanja.
Britanski povjesničar Charles Esdaile odbacuje to objašnjenje i umjesto toga kaže kako je bilo dobro vrijeme za zaustavljanje ekspanzije, jer su tadašnje velike sile bile spremne prihvatiti Napoleona onakvog kakav jest:
| »                 | Godine 1806. i Rusija i Britanija bile su jako željne sklapanja mira te su mogle pristati na uvjete koji bi Napoleonsko Carstvo ostavili gotovo potpuno netaknutim. Što se tiče Austrije i Pruske, one su jednostavno htjele biti ostavljene na miru. Osigurati kompromisni mir, dakle, bilo bi relativno lako. Ali Napoleon nije bio spreman učiniti nikakve ustupke. | « |
| – Charles Esdaile | |   |

## Rat Četvrte koalicije (1806. – 1807.)
Nekoliko mjeseci nakon raspada Treće koalicije, Britansko Cartsvo, Kraljevina Pruska, Rusko Carstvo, Kraljevina Saska i Švedsko Carstvo formirali su Četvrtu koaliciju, koja je trajala od 1806. do 1807. godine. U srpnju 1806., Napoleon je formirao Rajnsku konfederaciju, u čijemu su sastavu bile većina država sastavnica bivšega Svetoga Rimskog Carstva. Ujedinio je mnoge manje države u veća izborna tijela, vojvodstva i kraljevstva kako bi upravljanje područjem današnje Njemačke bilo lakše. Napoleon je uzdigao vladare Saske i Bavarske, dviju najvećih država Rajnske konfederacije, u status kraljeva.
U kolovozu 1806., pruski kralj Fridrik Vilim III. odlučio je krenuti u rat neovisno o bilo kojoj drugoj velikoj sili. Ruska vojska, koja je ujedno bila pruski saveznik, bila je predaleko da bi pomogla. Dana 8. listopada 1806., 160 000 francuskih vojnika – čiji se broj povećavao kako je kampanja odmicala – napalo je Prusku, krećući se takvom brzinom da su uništili cijelu prusku vojsku kao učinkovitu vojnu silu. Napoleon je prebacio sve francuske snage istočno od Rajne u Prusku, čiju je vojsku porazio kod Jene (14. listopada 1806.), a Louis-Nicolas Davout kod Auerstädta istoga dana. Od 250 000 vojnika, Prusi su pretrpjeli 25 000 gubitaka, a još su izgubili daljnjih 150 000 kao zarobljenike, 4000 topničkih oruđa i preko 100 000 mušketa. U Bitki kod Jene, Napoleon se borio samo s jednim odredom pruskih snaga. Bitka kod Auerstädta uključivala je jedan francuski korpus koji je porazio glavninu pruske vojske.
Napoleon je u Berlin ušao 27. listopada 1806. godine. Posjetio je grobnicu pruskog kralja Fridrika II. Velikog i rečenicom „Kape dolje, gospodo, da je on još živ, mi ne bismo bili ovdje.” naredio svojim maršalima da ondje skinu šešire.
Napoleonu je trebalo samo 19 dana od početka napada na Prusku da je izbaci iz rata zauzimanjem Berlina i uništenjem njezinih glavnih armija kod Jene i Auerstädta. Saska je napustila Prusku te se, zajedno s državama iz sjeverne Njemačke, udružila s Francuskim Carstvom.
U sljedećoj fazi rata, Francuzi su istjerali ruske snage iz područja današnje Poljske i angažirali mnogo poljskih i njemačkih vojnika u nekoliko opsada u Šleskoj i Pomorju, uz pomoć nizozemskih i talijanskih vojnika. Napoleon se tada okrenuo prema sjeveru kako bi se suprotstavio ostatku ruske vojske i pokušao zauzeti privremenu prusku prijestolnicu Königsberg (današnji Kalinjingrad). Taktičko izjednačenje kod Eylaua (7. – 8. veljače 1807.), nakon čega je uslijedila kapitulacija kod Danziga (24. svibnja 1807.) i Bitka kod Heilsberga (10. lipnja 1807.), prisilili su Ruse da se povuku sjevernije. Napoleon je odlučno potukao rusku vojsku u Bitki kod Friedlanda (14. lipnja 1807.), nakon čega je Aleksandar I. morao sklopiti mir s Napoleonom u Tilzitu (7. srpnja 1807.). Na području današnje Njemačke i Poljske osnovane su nove Napoleonove marionetske države, kao što su Kraljevina Vestfalija, Varšavsko Vojvodstvo, Kraljevina Holandija, Kraljevstvo Italija, Kraljevina Etrurija, Slobodni Grad Danzig i ostale.
Do rujna 1807., maršal Guillaume Brune dovršio je okupaciju švedskog Pomorja, omogućivši švedskoj vojsci da se povuče sa svim svojim ratnim streljivom.

### Raspored vojnih snaga
| Treća koalicija – broj vojnika po državama |         |
| Kraljevina Pruska                          | 254 000 |
| Rusko Carstvo                              | 135 000 |
| Elektorat Saska                            | 18 000  |
| Švedsko Carstvo                            | 15 000  |
| Ukupno: 422 000                            |         |

| Protukoalicijske sile – broj vojnika po državama |         |
| Francusko Carstvo                                | 192 000 |
| Rajnska konfederacija                            | 27 000  |
| Poljske legije                                   | 18 500  |
| Kraljevstvo Italija                              | 40 000  |
| Napuljsko Kraljevstvo                            | 40 000  |
| Kraljevina Holandija                             | 18 000  |
| Ukupno: 335 500 (237 500 angažiranih)            |         |

## Jadranska kampanja (1807. – 1814.)
Jadranska kampanja bila je manje ratište tijekom Napoleonskih ratova u kojem su niz malih floti Britanske kraljevske ratne mornarice i Austrijske mornarice i neovisnih krstarica ometali združene pomorske snage Napoleonskog Francuskog Carstva, Kraljevstva Italije, Ilirskih pokrajina i Napuljskog Kraljevstva između 1807. i 1814. godine na Jadranskom moru i Sredozemlju. Kraljevstvo Italiju, Napuljsko Kraljevstvo i Ilirske pokrajine kontrolirao je – bilo izravno ili preko opunomoćenika – francuski car Napoleon I. Bonaparte, koji ih je preuzeo Požunskim mirom (1805.) nakon Rata Treće koalicije.
Kontrola nad Jadranom donijela je brojne prednosti Francuskoj mornarici, omogućivši brzi tranzit trupa iz Italije na Balkanski poluotok i Austrijsko Carstvo za kampanju na istoku i dajući Francuskom Carstvu na posjed brojnih brodogradilišta, posebno velikih brodogradilišta u Veneciji. Od 1807., kada je Tilsitski mir ubrzao rusko povlačenje iz Republike Sedam Otoka, Francuska mornarica držala je pomorsku nadmoć u regiji. Tilsitski ugovor također je sadržavao tajnu klauzulu koja je jamčila francusku pomoć u bilo kojem ratu između Rusije i Osmanskog Carstva. Kako bi ispunio ovu klauzulu, Napoleon je morao osigurati svoje linije opskrbe na istoku razvijanjem Francuske carske vojske u Ilirskim pokrajinama. To je zahtijevalo kontrolu nad Jadranskim morem protiv sve agresivnijih britanskih napadača. Britanska kraljevska ratna mornarica odlučila je spriječiti konvoje trupa da dođu do Ilirskih pokrajina te je nastojala slomiti francusku hegemoniju u regiji, što je rezultiralo šestogodišnjom pomorskom kampanjom.
Kampanja nije bila ujednačena u pristupu – britanske i francuske snage bile su ograničene diktatom šireg sredozemnog i globalnog sukoba, a posljedično je i broj brodova varirao. Iako su brojni zapovjednici držali zapovjedništva u regiji, dvije najvažnije osobe bile su William Hoste i Bernard Dubourdieu, čiji su podvizi slavljeni u njihovim nacionalnim novinama tijekom 1810. i 1811. godine. Kampanja između dvojice časnika dosegla je vrhunac u Viškoj bitci (13. ožujka 1811.), kada je Dubourdieu ubijen, a njegova flota poražena u slavnoj akciji Williama Hostea.
Događaji iz 1811. godine donijeli su Britancima dominaciju na Jadranu do kraja rata. Britanske i grčke ekspedicijske snage postupno su osvajale utvrđene francuske otoke, a njihove jurišne skupine nanijele su kaos trgovini diljem regije. Kao rezultat toga, francuski planovi protiv Osmanskog Carstva su otkazani, a Grande Armée se okrenula Ruskom Carstvu. Britanske snage nastavile su s vojnim operacijama sve dok napredne vojske Šeste koalicije nisu otjerale Francuze s obala Jadranskog mora početkom 1814. godine. Britanske su trupe i marinci pomogli u zauzimanju nekoliko strateški važnih francuskih gradova, uključujući Rijeku (danas u Hrvatskoj) i Trst (danas u Italiji).

### Pozadina
Francuska je prisutnost na Jadranskom moru postajala još od Sporazuma u Campo Formiju, iz 1797., tijekom Francuskih revolucionarnih ratova. Isti je sporazum označio kraj Rata Prve koalicije i potvrdio propast Presvijetle Mletačke Republike i podjelu njezinog teritorija između Francuske Republike i Habsburške Monarhije. Jedan od francuskih dobitaka tom podjelom bilo je sedam Jonskih otoka koji su kontrolirali ulaz u Jadran. Te su francuske predstraže u istočnom Sredozemlju Rusko i Osmansko Carstvo smatrali prijetnjom, a 1798. godine su ujedinjene rusko-osmanske snage napale su masivno utvrđenu francusku citadelu na Krfu, koja je pala sljedeće godine (1799.) nakon četveromjesečne opsade, te nakon koje je Krf kapitulirao 3. ožujka 1799. godine. Pobjednici su zauzeli Jonske otoke i od njih stvorili Republiku Sedam Otoka – nominalno osmansku, praktički nezavisnu i za koju je jamčila Ruska ratna mornarica.
U kontinentalnoj Europi, uspon Napoleona Bonapartea kao vladara novoga Francuskog Carstva rezultirao je novim sukobom – Ratom Treće koalicije (1805. – 1806.), koji je završio kobno za austrijsku i rusku savezničku vojsku u Bitki kod Austerlitza (2. prosinca 1805.). Ugovori koji su okončali rat stvorili su dvije francuske klijentske monarhije na teritoriju današnje Italije – Kraljevstvo Italiju i Napoleonsko Napuljsko Kraljevstvo, a francuske su trupe ostale pod kontrolom značajnih dijelova istočne obale Jadranskog mora, u Dalmaciji. Ovi su posjedi značajno povećali interes Francuske ratne mornarice za Jadranskim morem, koje je bilo dobro opskrbljeno izvrsnim lukama i objektima za brodogradnju, osobito u Veneciji.
Ruski garnizon na Krfu, pojačan snažnom mornaričkom flotom, učinkovito je zaustavio francusku upotrebu Jadrana blokiravši ulaz kroz Otrantska vrata. Francuska vojna zabrinutost također je bila usmjerena sjevernije u to vrijeme, što je rezultiralo Ratom Četvrte koalicije (listopad 1806. – lipanj 1807.), u kojem su Napoleonove vojske pregazile Kraljevinu Prusku i prisilile Rusko Carstvo da potpiše Tilsitski mir 7. srpnja 1807. godine. Jedna od manjih klauzula tog ugovora vratila je Jonske otoke natrag u francuske ruke, dok su se Rusi potpuno povukli iz Jadranskog mora. To je povlačenje podupiralo skrivenu klauzulu u ugovoru koja je jamčila francusku potporu u nastavku Osmansko-ruskog rata na Balkanu.

### Viška bitka 1811.
Viška bitka (fra. Bataille de Lissa, tal. Battaglia di Lissa) bila je pomorska operacija vođena između britanske flote fregata te mnogo veće flote udruženih francusko-talijanskih fregata i manjih plovila u srijedu, 13. ožujka 1811., tijekom Jadranske kampanje Napoleonskih ratova. Borba se vodila na Jadranskom moru za posjedovanje strateški važnog hrvatskog otoka Visa (tal. Lissa), s kojeg je britanska flota ometala francusko brodarstvo u Jadranu. Francuzi su trebali kontrolirati Jadran kako bi opskrbili rastuću vojsku u Ilirskim pokrajinama, te su stoga u ožujku 1811. godine poslali invazijske snage koje su se sastojale od šest fregata, brojnih manjih plovila i bataljuna talijanskih vojnika.
Francuske invazijske snage pod Bernardom Dubourdieuom susrele su kapetan William Hoste i njegova četiri broda bazirana na otoku Visu. U bitki koja je uslijedila, Hoste je potopio francuski admiralski brod, zarobio druga dva i raspršio ostatak francuske flote. Bitka je hvaljena kao važna britanska pobjeda zbog razlike između snaga i signala koji je dao Hoste, bivši podređeni Horatia Nelsona. Hoste je podigao poruku „Sjetite se Nelsona” dok su Francuzi padali, a zatim je manevrirao kako bi istjerao vodeći brod komodora Bernarda Dubuordieua na obalu i raspršio njegovu flotu u onome što je opisano kao „jedno od najbriljantnijih pomorskih postignuća rata”.

#### Pozadina
Ugovorom iz Schönbrunna, koji je uslijedio nakon rata, Napoleon je dobio vlast nad posljednjim dijelom jadranske obale koji nije pod njegovom kontrolom – Ilirske pokrajine. Time je formalizirana kontrola koju su Francuzi vršili u istima od 1805. i nad cijelim Jadranskim morem od Tilsitskog mira 1807. godine. Tilsitskim mirom Rusko Carstvo je Napoleonovoj Francuskoj dodijelila kontrolu nad Republikom Sedam Jonskih Otoka i povukla vlastite snage iz regije, dopuštajući Napoleonu slobodno djelovanje na Jadranu. U Schönbrunnu, Napoleon je Ilirske pokrajine učinio dijelom metropolitanskoga Francuskog Carstva i stoga pod izravnom francuskom upravom, za razliku od susjednog Kraljevstva Italije koje je bilo nominalno nezavisno, ali zapravo pod Napoleonovom osobnom vlašću. Tako je Schönbrunnski mir formalizirao Napoleonovu kontrolu nad gotovo cijelom obalom Jadrana i, ako mu se ne suprotstavi, omogućio bi mu transport trupa i zaliha na Balkan. Francuska vojska koja se formirala u Ilirskim pokrajinama vjerojatno je bila namijenjena za invaziju na Osmansko Carstvo zajedno s Rusima (Napoleonova Francuska i Rusko Carstvo potpisala su u Tilzitu sporazum o međusobnoj potpori protiv Osmanlija).
Kako bi omela pripreme francuske vojske, Kraljevska mornarica Britanskog Carstva zauzela je dalmatinski otok Vis 1807. godine te ga koristila kao bazu za napad na obalno brodarstvo Kraljevstva Italije i Ilirskih pokrajina. Te operacije su zarobile desetke brodova te izazvale paniku i poremećaj francuske strategije u regiji. Kako bi se tome suprotstavila, francuska je vlada započela veliki program gradnje brodova u talijanskim morskim lukama (posebno u Veneciji) i poslala vlastite fregate da zaštite svoje brodove. Francusko-venecijanske snage komodora Bernarda Dubourdieua nisu mogle dovesti manje britanske snage pod vodstvom Williama Hostea na usklađenu akciju, gdje bi se Dubourdieuova nadmoćna brojnost mogla pokazati odlučujućom. Umjesto toga, britanske i francuske flote fregata sudjelovale su u kampanji napada i protunapada tijekom 1810. godine.
U listopadu 1810. godine, Bernard Dubourdieu je iskrcao 700 talijanskih vojnika na Vis, dok je Sir William Hoste uzaludno tražio francusku flotu na jugu Jadranskog mora. Otok je bio ostavljen pod zapovjedništvom dvojice vezista – Jamesa Lewa i Roberta Kingstona – koji su povukli cjelokupno stanovništvo otoka u središnje planine zajedno sa svojim zalihama. Talijanske su trupe ostale u posjedu napuštenog glavnog grada – Luke Sveti Juraj. Francuzi i Talijani spalili su nekoliko brodova u luci i zarobili druge, ali su ostali na otoku ne više od sedam sati, povlačeći se prije nego što se Sir William Hoste vratio. Ostatak godine bio je miran, a britanska flota stekla je nadmoć nakon što je pojačana trećerazrednim linijskim brodom HMS Montagu.
Početkom 1811. godine ponovno su započele pljačkaške kampanje, a britanski napadi duž talijanske obale potaknuli su komodora Bernarda Dubourdieua da pokrene drugu invaziju na otok Vis. Iskoristivši privremenu odsutnost linijslog broda HMS Montagu, Dubourdieu je okupio šest fregata i brojna manja plovila te ukrcao preko 500 talijanskih vojnika pod pukovnikom Alessandrom Gifflengom. Flota koju je Dubourdieu prikupio ne samo da je brojčano nadmašila Britance u pogledu ljudi i brodova, već je bila i dvostruko teža po težini metaka. Dubourdieu je planirao savladati Hosteovu flotu fregata, a zatim izvršiti invaziju i zauzeti otok, što bi iskorijenilo britansku prijetnju na Jadranskom moru u nadolazećim mjesecima.

#### Bitka
Dubourdieu je, kao komodor, vodio flotu koja se sastojala od šest fregata (četiri s 40 topova i dvije s 32 topa), brigade sa 16 topova, dvije škune, jedne šebeke i dvije topovnjače. Tri njegova broda bila su iz Francuske mornarice, a ostali iz Mornarice Kraljevstva Italije. Osim toga, flota je nosila 500 talijanskih vojnika. U odsutnosti HMS Montagua, Hosteova flota sastojala se od tri fregate (jedna s 38 topova i dvije s 32 topa) i jednog broda srednje klase s 22 topa. Sam otok Vis branio je mali broj lokalnih trupa pod zapovjedništvom dvojice vezista.
Dubourdieuovu flotu, koja se približavala Visu, je u 03:00 sata 12. ožujka 1811. uočio kapetan Sir James Alexander Gordon koji je na HMS Activeu vodio britansku flotu iz Luke Sveti Juraj na krstarenje prema Anconi. Okrećući se prema zapadu, britanska flota čekala je francuski pristup u redu ispred, ploveći duž sjeverne obale otoka unutar pola milje od obale. Do 06:00, Dubourdieu se približavao britanskoj liniji sa sjeveroistoka u dvije divizije, vodeći u Favoriteu na čelu privjetrinske ili zapadne divizije. Dubourdieu se nadao da će proći ispred HMS Activea na čelu britanske linije i prijeći ju istočnije s Danaéom, koji je vodio odjel u zavjetrini. Bernard Dubourdieu je namjeravao razbiti britansku liniju na dva mjesta i uništiti britansku flotu u unakrsnoj vatri.
Tijekom sljedeća tri sata, flote su se nastavile približavati, a slab vjetar ograničavao ih je na nešto više od tri čvora. Štićenik admirala Horatia Nelsona – Sir William Hoste – prisjetio se inspirativnog učinka Nelsonovog signala prije Bitke kod Trafalgara te je podigao vlastiti: „Sjetite se Nelsona”, što je flota pozdravila divljim klicanjem. Dok se približavao Hosteovim snagama, Dubourdieu je shvatio da neće moći uspješno prijeći pramac HMS Activea zbog brzine britanskog broda, a isto tako neće moći probiti njihovu liniju, jer su britanski brodovi blizu jedan drugom. Umjesto toga pokušao je napasti drugi brod u britanskoj liniji – Hosteov vodeći HMS Amphion. Dubourdieu je posjedovao ne samo značajnu prednost u brodovima nego i u ljudstvu – talijanski vojnici na brodu davali su mu priliku nadvladati britanske posade ako se uspješno ukrca na njihove fregate. Prvi hitci bitke ispaljeni su u 09:00, dok su Britanci koristili svoje šire vatreno polje za napad na vodeće francuske brodove – Favorite i Danaé, bez otpora nekoliko minuta. Francuska flota obuzdala je vatru, a Dubourdieu je okupio svoje trupe i mornare na Favoriteovom pramcu kako bi maksimizirao učinak svog početnog napada nakon što je njegov vodeći brod došao u kontakt s HMS Amphionom.
Hoste je bio svjestan Dubourdieuovih namjera i francuske brojčane prednosti, te je stoga naredio veliku haubicu od 5,5 inča (140 mm) na Amphionovoj palubi s tri hitca sve dok top nije sadržavao više od 750 mušketnih kugli. Jednom je Favorite bio unutar nekoliko metara. Amphionove krme, Hoste je dao dopuštenje za pucanje iz topa i topovsko pražnjenje je odmah očistilo pramac Favoritea od francuske i talijanske grupe koja se ukrcala. Među desetcima poginulih i ranjenih bili su Dubourdieu i svi časnici fregate, ostavljajući pukovnika Gifflenga zapovjednikom Favoritea. Dok su se Favorite i HMS Amphion približavali jedan drugome, nastavila se paljba između britanske pozadine i francuske divizije u zavjetrini, predvođene Danaéom. Nekoliko francuskih brodova došlo je pod kutem pod kojim su mogli gađati HMS Cerberus (zadnji britanski brod), a obje su strane pucale jedna na drugu regularnim bokovima.

### Akcija 29. studenoga 1811.
Akcija 29. studenoga 1811. bila je manji pomorski sukob između dviju floti fregata u Jadranskom moru tijekom Jadranske kampanje u Napoleonskim ratovima. Akcija je bila jedna od niza vojnih operacija koje su provele Britanska kraljevska ratna mornarica i Francuska ratna mornarica kako bi se suprotstavile dominaciji nad Jadranom između 1807. i 1814. godine. Tijekom tog razdoblja Jadran je bio okružen teritorijem Napoleonskog Francuskog Carstva ili njegovim marionetskim državama i kao rezultat britanskog uplitanja bila je vrlo destruktivna za kretanje francuskih trupa i zaliha.
Akcija je uslijedila više od osam mjeseci nakon što su Britanci postigli odlučujuću pobjedu nad Francuzima u Viškoj bitki i bila je prva akcija flote od tog angažmana. Akcija je bila rezultat britanskog presretanja francuskog vojnog konvoja koji je putovao od Krfa do Trsta s pošiljkom topova i rezultirala je britanskom pobjedom, a samo je jedan francuski brod izbjegao zarobljavanje britanskih snaga. Ta je akcija vjerojatno bila čimbenik u Napoleonovoj odluci da 1812. promijeni smjer svoga planiranog širenja na istok – s Balkanskog poluotoka na Rusko Carstvo.

#### Pozadina
Od Rata Treće koalicije, Francuzi su držali marionetska kraljevstva poput Italije i Napulja koja su kontrolirala zapadne obale Jadrana. Tijekom sljedeće četiri godine, strateški važni otoci i teritoriji bili su zauzeti sporazumima iz Tilzita i Schönbrunna, dajući Napoleonu izravno zapovjedništvo nad istočnom obalom. Tim je ugovorima Napoleonsko Francusko Carstvo zauzela ne samo nekoliko važnih otoka-tvrđava – ponajviše Krf u današnjoj Grčkoj – već i mnoga važna brodogradilišta i luke. Održavanje kontrole nad Jadranskim morem bilo je, međutim, još teže nego njegovo osvajanje. Prijetnja napada austrijske, ruske ili osmanske vojske i planinski teren Balkanskog poluotoka koji su prisiljavali razvoj garnizona koji su se mogli učinkovito opskrbiti samo s mora.
Kraljevska mornarica Ujedinjenog Kraljevstva (nadmoćna na Mediteranu još od Bitke kod Trafalgara, 1805.), nastojala je omesti francuske konvoje preko Jadrana. Nakon ruskog povlačenja 1807. godine, Kraljevska mornarica poslala je malu flotu fregata da djeluje na moru. Flotom je zapovijedao kapetan William Hoste, koji je zauzeo ilirski otok Lissa (današnji Vis) kako bi ga koristio kao bazu, vodeći kampanju protiv Francuza i njihovih saveznika što je prisililo Francusku mornaricu da rasporedi znatno veće snage u borbi protiv njega. Ta eskalirajuća serija napada i protunapada nastavila se do ožujka 1811., kada je Bernard Dubourdieu, francuski zapovjednik na Jadranu, napao Vis sa snagom dvostruko većom od Hosteove. U bitki koja je uslijedila Hoste ne samo da je potukao svoje protivnike, već je i zarobio dva broda, potopio još jedan te ubio Dubourdieua.
Nakon Viške bitke, teško ranjeni Hoste vratio se u Ujedinjeno Kraljevstvo u HMS Amphion, ostavljajući kapetana Jamesa Brisbanea zapovjednikom na Jadranu. Sukob u ratištu bio je široko raspršen, pa je Brisbane delegirao zapovjedništvo raznim zapovjednicima malih floti i neovisnih krstarica.
Raspršene su britanske snage nastavile imati uspjeha protiv francuskih konvoja. Dana 27. studenoga 1811., neovisna plovidba HMS Eagle osujetila je pokušaj slanja zaliha na Krf i zarobila nenaoružanu fregatu Corceyre. Sljedećega je dana u 07:00 primljena u Luci Sveti Juraj s upozorenjem da je u blizini otoka primijećen još jedan francuski konvoj.

#### Potjera
Britanski zapovjednik na Visu bio je kapetan Sir Murray Maxwell s HMS Alceste s druge dvije fregate i jednom šalupom. Maxwell je odgovorio na signal tako što je pripremio svoju flotu za potragu i uništenje konvoja, ali pokušaj invazije na Vis prošlog ožujka izazvao je oprez kod britanskih branitelja pa je Maxwell stoga bio prisiljen iskrcati 30 mornara i većinu svojih marinaca u Luku Sveti Juraj te ostaviti iza sebe HMS Acorn s 20 topova da zaštiti luku. To ne samo da je oslabilo flotu, već ju je i usporilo. Maxwellove snage nisu napustile Luku Sveti Juraj sve do 19:00. U britanskoj se floti pretpostavljalo da se konvoj sastoji od fregati Danaé, Flore i Corona koje su tada plovili iz Trsta za Krf kako bi opskrbili otok.
Ubrzo nakon što je prošla južni Vis, britanska flota susrela je neutralni trgovački brod koji je prevozio poručnika Johna McDougala, bivšeg pripadnika HMS Unite, na Maltu. McDougal je vidio francuske brodove u prolazu i identificirao ih kao konvoj koji ide sjeverno od Krfa, a ne prema jugu, te je naredio trgovačkom brodu da ga vrati na Vis kako bi prenio upozorenje. Francuski konvoj bio je pod zapovjedništvom komodora François-Gillesa Montforta i sastojao se od tri broda – dvije velike fregate Pomone i Pauline te manje Persanne. Konvoj je krenuo s Krfa 16. studenoga prevozeći teret za Trst.

#### Flote
| Flota kapetana Murrayja Maxwella            | Flota kapetana Murrayja Maxwella | Flota kapetana Murrayja Maxwella | Flota kapetana Murrayja Maxwella | Flota kapetana Murrayja Maxwella | Flota kapetana Murrayja Maxwella | Flota kapetana Murrayja Maxwella | Flota kapetana Murrayja Maxwella | Flota kapetana Murrayja Maxwella           | Flota kapetana Murrayja Maxwella | Flota kapetana Murrayja Maxwella |
| Brod                                        | Razred                           | Oružja                           | Mornarica                        | Zapovjednik                      | Žrtve                            | Žrtve                            | Žrtve                            | Bilješke                                   |                                  |                                  |
| Brod                                        | Razred                           | Oružja                           | Mornarica                        | Zapovjednik                      | Ubijenih                         | Ranjenih                         | Ukupno                           | Bilješke                                   |                                  |                                  |
| ------------------------------------------- | -------------------------------- | -------------------------------- | -------------------------------- | -------------------------------- | -------------------------------- | -------------------------------- | -------------------------------- | ------------------------------------------ | -------------------------------- | -------------------------------- |
| HMS Alceste                                 | Peti                             | 38                               |                                  | Sir Murray Maxwell               | 7                                | 13                               | 20                               | –                                          |                                  |                                  |
| HMS Active                                  | Peti                             | 38                               |                                  | Sir James Alexander Gordon       | 9                                | 26                               | 35                               | –                                          |                                  |                                  |
| HMS Unite                                   | Peti                             | 36                               |                                  | Edwin Henry Chamberlayne         | 2                                | 4                                | 6                                | –                                          |                                  |                                  |
| HMS Kingfisher                              | Ratna šalupa                     | 18                               |                                  | Ewell Tritton                    | 0                                | 0                                | 0                                | Nezavisni brod – nije sudjelovao u akciji. |                                  |                                  |
| Žrtve: 18 ubijenih, 43 ranjenih, ukupno 61. |                                  |                                  |                                  |                                  |                                  |                                  |                                  |                                            |                                  |                                  |
| Izvori:                                     |                                  |                                  |                                  |                                  |                                  |                                  |                                  |                                            |                                  |                                  |

| Flota komodora François-Gillesa Montforta | Flota komodora François-Gillesa Montforta | Flota komodora François-Gillesa Montforta | Flota komodora François-Gillesa Montforta | Flota komodora François-Gillesa Montforta | Flota komodora François-Gillesa Montforta | Flota komodora François-Gillesa Montforta | Flota komodora François-Gillesa Montforta | Flota komodora François-Gillesa Montforta              | Flota komodora François-Gillesa Montforta | Flota komodora François-Gillesa Montforta |
| Brod                                      | Razred                                    | Oružja                                    | Mornarica                                 | Zapovjednik                               | Žrtve                                     | Žrtve                                     | Žrtve                                     | Bilješke                                               |                                           |                                           |
| Brod                                      | Razred                                    | Oružja                                    | Mornarica                                 | Zapovjednik                               | Ubijenih                                  | Ranjenih                                  | Ukupno                                    | Bilješke                                               |                                           |                                           |
| Windward Division                         | Windward Division                         | Windward Division                         | Windward Division                         | Windward Division                         | Windward Division                         | Windward Division                         | Windward Division                         | Windward Division                                      | Windward Division                         | Windward Division                         |
| ----------------------------------------- | ----------------------------------------- | ----------------------------------------- | ----------------------------------------- | ----------------------------------------- | ----------------------------------------- | ----------------------------------------- | ----------------------------------------- | ------------------------------------------------------ | ----------------------------------------- | ----------------------------------------- |
| Pauline                                   | Peti                                      | 40                                        |                                           | François-Gilles Montfort                  | –                                         | –                                         | nepoznato                                 | –                                                      |                                           |                                           |
| Pomone                                    | Peti                                      | 40                                        |                                           | Claude Charles de Rosamel                 | –                                         | –                                         | oko 50                                    | Zaplijenjen i odveden u Britaniju. Kasnije rastavljen. |                                           |                                           |
| Persanne                                  | Šesti                                     | 26                                        |                                           | Joseph-André Satie                        | 3                                         | 4                                         | 7                                         | Zaplijenjen i prodan tuniškom begu.                    |                                           |                                           |
| Žrtve: najmanje 50 ubijenih i ranjenih.   |                                           |                                           |                                           |                                           |                                           |                                           |                                           |                                                        |                                           |                                           |
| Izvori:                                   |                                           |                                           |                                           |                                           |                                           |                                           |                                           |                                                        |                                           |                                           |

- Legenda/tumač:
  -  = Britanska kraljevska mornarica,
  -  = britanski civili,
  -  = Francuska mornarica.

#### Bitka
Bacajući se južno blizu otoka Lastova, kapetan Sir James Alexander Gordon na brodu HMS Active uočio je francuske snage u 09:20, 29. studenoga kako plove prema sjeverozapadu. U početku su francuski brodovi držali svoj kurs, ali nakon što je utvrdio da je flota koja se približavala britanska, Montfort je raširio sva jedra kako bi izbjegao potjeru. Do 11:00 bilo je očito da Persanne ne može izaći na kraj dvjema većim fregatama pa je skrenuo prema sjeveroistoku u nadi da će samostalno pobjeći. Brod HMS Active je isprva krenuo u potjeru za manjim brodom, ali Maxwell ju je opozvao i poslao HMS Unite za brodom Persanne, držeći HMS Active i HMS Alceste u potjeri za većim francuskim brodovima. U 11:50 postalo je jasno da će HMS Alceste uskoro uhvatiti teško natovarene francuske brodove, a Maxwell je poslao telegrafski signal Sir Jamesu Alexanderu Gordonu: „Sjetite se Viške bitke”, akcije od prije osam mjeseci na kojoj je Sir William Hoste podigao signal „Sjetite se Nelsona”.
Prve hitce ispalio je Persanne u 12:30, u blizini otoka Vele Palagruže, ali glavna akcija je počela tek nakon sat vremena, kada su HMS Alceste i Pomone razmijenili hitce iz krmenog i pramčanog oružja. Do 13:40, HMS Alceste je ispaljivala svoj bočni hitac u brod Pomone i istovremeno pritiskala sva jedra u pokušaju da dosegne Pauline, ali ta je ambicija spriječena kada je hitac Pomone srušio glavni jarbol HMS Alceste, iznenada je usporivši i omogućivši Pauline da izvuče jarbol malo unaprijed. U 14:00 sati, HMS Active stigao je u akciju i također pucao u Pomone, prisiljavajući Montforta da dovede Pauline kako bi zaštitila nadjačanu Pomone. Do 14:20 sukobi između HMS Active i Pomone te HMS Alceste i Pauline razdvojili su se u različite dvoboje, a brod Pomone je posebno teško patio, ali je i brod HMS Active također pretrpio veliku štetu – karonadinim hitcem od 32 funte koji je odrubio nogu kapetanu Gordonu.
U 15:05 na horizontu se pojavio još jedan britanski brod – šalupa HMS Kingfisher – koja je uvjerila Montforta da više ne može zaštititi potučeni Pomone od brojčane nadmoći. Pauline je zaplovila punim jedrima prema zapadu, daleko od svojih protivnika koji su bili ili previše potučeni ili predaleko da bi ih slijedili. HMS Alceste i HMS Active sada su usredotočili sve svoje bokove na Pomone, koji je ubrzo izgubio oba jarbola i bio prisiljen predati se kako bi spriječio potpuno uništenje. Pauline je pobjegla te je kasnije sigurno stigla do Ancone, ali je pretrpjela ozbiljnu štetu u borbi.

#### HMSUniteprotivPersanne
Sekundarni angažman bitke u početku je bio osporavan u vidokrugu ostalih boraca, a brod Persanne je ispalio prve hitce na HMS Unite koji ih je progonio u 12:30. Manja veličina tih plovila učinila ih je bržima i lakšima za manevriranje od njihovih većih parnjaka, i kao rezultat toga Unite je uhvatio manji brod tek u 16:00. Tijekom potjere, brodovi su razmijenili dalekometne pucnjeve iz svojih krmenih i pramčanih topova, što je prouzročilo šest žrtava na brodu HMS Unite, ali nijednu na brodu Persanne. Iz vanjskog perspektive, Persanne je izgledala kao fregata veličine slične petorazrednoj fregati HMS Unite, ali zapravo je francuski brod bio slabo naoružan, noseći samo 26 malih pušaka naspram 36 protivničkih. Kao rezultat toga, kada je postalo jasno da je njegov brod nije mogao pobjeći HMS Uniteu, kapetan Joseph-André Satie predao se nakon što je ispalio bočnu paljbu radije nego da ga jači brod uništi.

#### Posljedice
Gubitci pretrpljeni u akciji bili su relativno veliki na obje strane. Britanski brodovi – sa smanjenom posadom – pretrpjeli su 61 ubijenog ili ranjenog čovjeka, dok su Francuzi izgubili preko 50 samo na broda Pomone. Nije bilo žrtava na Persannei, a gubitci na brodu Pauline nisu poznati, iako se vjeruje da su teški s obzirom na njezino pretučeno stanje. Francuzi su također izgubili teret na brodovima Persanne i Pomone, koji je iznosio 201 brončani i željezni top, 220 željeznih kotača za lafete i brojne druge vojne zalihe.
Promaknuća su dodijeljena mlađim časnicima brodova HMS Alceste i HMS Active, a obje su posade dobile pohvale i novčane nagrade za svoju službu u operaciji. Slične nagrade nisu dodijeljene posadi broda HMS Unite, vjerojatno zato što je Persanne bila mnogo manja i slabije naoružana za razliku od svog protivnika. Ukupna novčana nagrada iznosila je 3500 £, ne onoliko koliko se isprva očekivalo jer niti jedan od zarobljenih brodova nije bio dovoljno kvalitetan da opravda kupnju za Britansku kraljevsku mornaricu. Pomone je 1803. godine nabrzinu izgrađen kao osobni ratni brod Jérômea Bonapartea i kao rezultat toga bio je slabe konstrukcije, dok je Persanne dizajniran kao naoružani skladišni brod, a ne ratni brod u punom obimu. Naposljetku je Pomone prebačen u Ujedinjeno Kraljevstvo Velike Britanije i Irske, nakratko preimenovan u HMS Ambuscade i rastavljen zbog materijala, dok je Persanne prodan tuniškom begu. Gotovo četiri desetljeća kasnije, bitka je bila prepoznata kopčom pričvršćenom za Medalju opće mornaričke službe, koja se dodjeljivala na zahtjev svim britanskim sudionicima koji su živjeli 1847. godine.
U Francuskom je Carstvu akcija imala značajnije posljedice. Gubitak dva broda i više od 200 topova zadao je ozbiljan udarac francuskoj vojsci koja se nalazila na Balkanskom poluotoku. I sam se Napoleon zainteresirao za taj angažman, a britanski povjesničar James Henderson sugerirao je da je ta akcija uvjerila Napoleona u njegovu nesposobnost za kontroliranje Jadranskog mora, što je bilo od vitalnog značaja za pokretanjem vojne operacija na Balkanu. Ta je akcija možda bila čimbenik u njegovoj odluci da odustane od planova za invaziju na Osmansko Carstvo i umjesto toga usmjeri pozornost na Rusiju. U Francuskoj mornarici bijeg Pauline je smatran kukavički te je komodor Montfort izveden pred vojni sud gdje je razriješen zapovjedništva. Godine 1817., kada je Murray Maxwell posjetio Svetu Helenu na povratku iz Istočne Indije gdje je HMS Alceste doživio brodolom, Napoleon ga je pozdravio riječima: „Vaša Vas vlada ne smije kriviti za gubitak Alcestea, jer ste uzeli jednu od mojih fregata.”
Učinci na samom Jadranskom moru bili su neznatni, akcija je samo potvrdila, već ogromnu, britansku dominaciju u regiji. Francuska je mornarica nastavila tražiti pojačanje za svoje flote, koncentrirajući se na izgradnju nekoliko novih brodova u talijanskim morskim lukama koji nisu bili spremni do 1812. godine. Kao rezultat toga, to je bila posljednja značajna pomorska operacija na Jadranu te godine.

### Opsada Zadra 1813.
Opsada Zadra vođena je između 23. studenoga i 6. prosinca 1813. godine.
Bila je najpoznatija kampanja hrvatskog vojskovođe Franje Xavera Tomašića.

#### Pozadina
Mir u Schönbrunnu s Austrijskim Carstvom 1809. godine učvrstio je francuski utjecaj na Jadranu formalizirajući kontrolu nad Ilirskim pokrajinama na istočnoj obali. Međutim, nakon Viške bitke u ožujku 1811., Kraljevska mornarica Ujedinjenog Kraljevstva postigla je prevlast nad Francuzima u Jadranskom moru. Austrijsko Carstvo je objavilo rat Napoleonovoj Francuskoj u kolovozu 1813. godine, a radeći u suradnji s austrijskim vojskama koje su tada napadale Ilirske pokrajine i Sjevernu Italiju, brodovi kontraadmirala Sir Thomasa Fremantlea uspjeli su brzo prevesti britanske i austrijske trupe s jedne točke na drugu, prisiljavajući na predaju vojno strateški važne luke.
U studenom 1813., HMS Havannah pridružena je floti Sir Thomasa Fremantlea koja je uspješno blokirala i opsjela Trst, a zatim je odvojena da zauzme zadarsku luku uz pomoć šalupe HMS Weazel. Zadar je bio regularna utvrda sa 110 mjedenih topova, sedam minobacača i jedanaest haubica na konjima s garnizonom od 2000 vojnika, od kojih je gotovo polovica hrvatskih vojnika, kojima je zapovijedao iskusni francuski general – barun Claude Roize.

#### Opsada
Kada su anglo-austrijske trupe stigle 22. studenoga, ustanovile su da je tvrđava dobro opskrbljena i spremna izdržati dugu opsadu, pa je Cadogan odlučio blokirati i na kraju napasti mjesto. Cadogan je namjeravao upotrijebiti brodske topove za uspostavljanje bitnica na obali s britanskim mornarima i kraljevskim marincima kako bi sačinio snage za njihovo naoružanje. Trebali su se spojiti s kopnenom blokadom austrijskih snaga koje su brojale 1500 ljudi (mnogi od njih bili su Hrvati) pod barunom Franjom Tomašićem koji je pridonio s dvije haubice. Poručnik William Hamley je sa silom od 60 ljudi dobio zadatak postavljanja bitnica. Pomagali su mu dva poručnika i kapetanov ortak. Dvije karonade kalibra 32 funte, osam topova kalibra 18 funti i sedam topova kalibra 12 funti, zajedno sa svim potrebnim barutom i streljivom, iskrcano je iz brodova HMS Havannah i HMS Weazel, a sve je to vučeno na sanjkama preko močvara i jaraka noću, na udaljenosti od oko tri milje prije uspostave. Union Jack podignut je na svaku od tri bitnice 23. studenoga, a iste su započele bombardiranje u gotovo neprestanoj kiši.
Dvanaest topovnjača, od kojih je svaka nosila jedan top kalibra 24 funte i jedan manji top, bilo je usidreno ispod zidina. Francuska vatra iz njih je isprva nanijela određenu štetu britanskoj i austrijskoj obrani, pa su stalno bile potrebne vreće s pijeskom za popunjavanje nekoliko rovova. Dana 1. prosinca jedan top kalibra 18 funti i karonade preusmjerene su da se bore s francuskim topovnjačama i, nakon sat i pol, nijedan nije ostao na površini mora.
U garnizonu je izbila pobuna među hrvatskim bataljunima u Roizeovim snagama. To je Roize zaustavio, ali su pobunjenici umjesto toga pobjegli iz tvrđave i predali se austrijsko-britanskim trupama koje su čekale van zidina. Taj je broj činio gotovo dvije trećine garnizona pod zapovjedništvom Claudea Roizea, ostavljajući samo 800 preostalih ljudi.
Dana 6. prosinca, nakon trinaest dana i noći bombardiranja, kada su bitnice imale još samo jedan preostali metak, Claude Roize podigao je zastavu predaje i kapitulirao.

#### Posljedice
Britanski admiral George Cadogan i hrvatski general Franjo Xaver Tomašić postavili su uvjete barunu Claudeu Roizeu. Francuzima bi bilo dopušteno vratiti se u Italiju, ali se ne bi smjeli upuštati u borbe osim ako nisu razmijenjeni. Nakon što su se dogovorili uvjeti kapitulacije, Francuzi su krenuli izvan grada, a Britanci i Austrijanci ušli su u Zadar.
Ukupno su anglo-austrijske trupe zarobile 110 topova i 18 haubica, 350 ljudi, kao i 100 topova na kočijama i 12 topovnjača. Dok su se pripremali za odlazak u Trst, Cadoganu je kasnije naređeno da preda sve nagrade i ratni plijen Austrijancima. To je naređenje posade brodova HMS Havannah i HMS Weazel koštalo procijenjenih 300 000 £ u novcu od nagrada.
Austrijski car Franjo II. dodijelio je poručniku Williamu Hamleyu carski austrijski Red Leopolda za njegove zasluge u Zadru.
Uskoro nakon toga, veći gradovi u Ilirskim pokrajinama su jedan po jedan padali u ruke združenih anglo-austrijskih trupa. Kotor je pao istog mjeseca, a u siječnju 1814. godine pao je i Dubrovnik. Do kraja ožujka 1814. godine svi gradovi i naselja u Ilirskim pokrajinama predali su se Britancima ili savezničkim pobunjenicima koji su ustali u buni, ostavljajući Jadransko more pod potpunom savezničkom kontrolom, osim Krfa u današnjoj Grčkoj. Zadar je vraćen Austrijskom Carstvu na Bečkom kongresu.

## Stanje u Skandinaviji i Finskoj (1807. – 1812.)
Prvi britanski odgovor na Napoleonovu Kontinentalnu blokadu bio je pokretanje velikog pomorskog napada na Dansku-Norvešku, koja je, iako naizgled neutralna, bila pod jakim francuskim i ruskim pritiskom da založi svoju flotu Napoleonu. London nije mogao riskirati ignoriranjem danske prijetnje te je u kolovozu 1807. godine Britanska kraljevska ratna mornarica opkolila i bombardirala Kopenhagen, što je dovelo do zarobljavanja dansko-norveške flote te omogućavanja britanskoj trgovačkoj mornarici korištenja pomorskih puteva u Sjevernom i Baltičkom moru. Danska-Norveška se ratu pridružila na strani Francuskog Carstva, ali bez flote je imala malo toga za ponuditi, započinjući angažman u pomorskom gerilskom ratu u kojemu male dansko-norveške topovnjače napadaju veće britanske brodove. Danska-Norveška se također obvezala da će s Francuskim Carstvom (svojim saveznikom) i Ruskim Carstvom (francuskim saveznikom) sudjelovati u ratu protiv Švedskog Carstva.
U Tilzitu su se Napoleon i Aleksandar I. složili da bi Rusko Carstvo trebalo prisiliti Švedsko Carstvo da se pridruži Kontinentalnoj blokadi, što je dovelo do ruske invazije na Finsku u veljači 1808. godine, nakon čega je uslijedila dansko-norveška objava rata u ožujku. Napoleon je poslao pomoćni korpus (sastavljenim od trupa iz Francuske, Španjolske i Kraljevine Holandije) pod zapovjedništvom maršala Jean-Baptistea Bernadottea u Dansku-Norvešku da sudjeluje u invaziji na Švedsko Carstvo, ali je britanska pomorska nadmoć spriječila vojske da prijeđu tjesnac Øresund pa se rat ubuduće uglavnom vodio duž današnje švedsko-norveške granice.
Na Erfurtskom kongresu (27. rujna – 14. listopada 1808.) Napoleon i Aleksandar I. dodatno su se dogovorili o podjeli Švedskog Carstva na dva dijela odvojena Botničkim zaljevom, gdje je istočni dio postao rusko Veliko Vojvodstvo Finska. Rat između Danske-Norveške i Britanskog Carstva završio je britanskom pobjedom u Bitki kod Lyngøra (6. srpnja 1812.), koja je uključivala uništenje posljednjeg velikog dansko-norveškog ratnog broda – fregate Najaden.
Britanski dobrovoljni pokušaji da se Šveđanima pomogne humanitarnom pomoći ostali su ograničeni i nisu spriječili Švedsko Carstvo da usvoji politiku koja je bila više naklonjena Napoleonu. Do trenutka kada je početkom 1807. godine Kontinentalna blokada doznaku pomoći učinila teškom i neprivlačnom, više od 12 000 £ prikupljeno je iz svih dijelova Ujedinjenog Kraljevstva te distribuirano raznim njemačkim državama i Markgrofoviji Moravskoj, a do jeseni 1808. dodano je još 4000 £. Iako su odbor u početku činili samo aktivisti Biblijskog društva, proširen je njegov društveni doseg kada je kampanja oživljena početkom 1814. godine. U roku od godinu dana, odbor je prikupio gotovo 114 000 £. Istodobno je srodna udruga prikupila gotovo 12 000 £, a britanski parlament izdao je potporu s još 100 000 £. Sva ta sredstva pomoći podijelili su londonski volonterski odbor i njegove njemačke kolege.

## Stanje u Poljskoj (1807. – 1815.)
Poljsko-Litavsku Uniju su, nedugo prije rata, podijelila njezina tri velika susjeda (Habsburška Monarhija, Kraljevina Pruska i Rusko Carstvo), no Napoleon je na njezinim prostorima stvorio moćnu predstražu svog carstva – Varšavsko Vojvodstvo, koje je od samog početka ovisilo o Francuskom Carstvu. Vojvodstvo se sastojalo od područja koje su Habsburška Monarhija i Kraljevina Pruska oduzele bivšoj Poljsko-Litavskoj Uniji. Njezin veliki vojvoda bio je Napoleonov saveznik, saski kralj Fridrik August I., ali je Napoleon također imenovao intendante koji su vodili državu.
Stanovništvo od oko 4 300 000 ljudi oslobođeno je okupacije te je do 1814. godine poslalo oko 200 000 ljudi u Napoleonove vojske, a to je uključivalo oko 90 000 onih koji su s njim marširali do Moskve, a samo nekolicina njih je domarširala natrag. Rusi su se snažno protivili svakom pomaku prema nezavisnoj Poljskoj i jedan od razloga zašto je Napoleon 1812. godine napao Rusko Carstvo bio je da ih kazni. Veliko Varšavsko Vojvodstvo je 1815. godine pripojeno Ruskom Carstvu kao poluautonomna Kongresna Poljska.
Poljska je ponovno postala nezavisna država (kao Druga Poljska Reublika) tek nakon raspada Ruskog Carstva (1918.). Napoleonov utjecaj na Poljsku bio je ogroman, uključujući njegov pravni kodeks (Code Napoléon), ukidanje kmetstva i uvođenje moderne birokracije srednje klase.

## Pirenejski rat/Španjolski rat za neovisnost (1808. – 1814.)
Pirenejski rat započeo je kada je Kraljevina Portugal nastavila trgovinu s Britanskim Carstvom, unatoč francuskim ograničenjima. Kada Španjolska nije uspjela održati Kontinentalnu blokadu, nelagodni španjolski-francuski savez završio je samo po imenu. Francusko Carstvo postupno je napadalo španjolski teritorij dok nije zauzelo Madrid i uspostavilo marionetsku monarhiju. To je izazvalo eksploziju narodnih pobuna diljem Španjolske, a ubrzo je uslijedilo i snažno britansko uplitanje u sukob.
Nakon poraza u Španjolskoj koje je Francuska pretrpjela, Napoleon je preuzeo vlast i uživao u uspjehu, ponovno zauzevši Madrid, porazivši Španjolce i prisilivši brojčano nadjačanu britansku vojsku na povlačenje s Pirenejskog poluotoka u Bitki kod Corunne (16. siječnja 1809.), a kada je otišao, gerilski rat protiv njegovih snaga na selu nastavio je vezati velik broj vojnika. Izbijanje Rata Pete koalicije spriječilo je Napoleona da uspješno završi operacije protiv britanskih snaga zbog čega je njegov odlazak u Austrijsko Carstvo bio nužan te se nakon toga nikada više nije vratio na Pirenejski poluotok. Britanci su tada poslali svježu vojsku pod zapovjedništvom Sir Arthura Wellesleya. Neko su vrijeme Britanci i Portugalci ostali ograničeni na područje oko Lisabona iza svojih neosvojivih Linija Torres Vedrasa, dok su njihovi španjolski saveznici bili opsjednuti u Cádizu.
Pirenejski se rat pokazao velikom katastrofom za Francusko Carstvo. Napoleon je dobro prošao dok je bio izravno zadužen, ali ozbiljni gubitci su uslijedili nakon njegovog odlaska, jer je ozbiljno podcijenio koliko će ljudstva biti potrebno. Napori u Španjolskoj bili su gubitak novca, radne snage i prestiža. Povjesničar David Gates taj je sukob nazvao „španjolskim čirom”.
Napoleon je shvatio da je to bila katastrofa po njega, napisavši kasnije:
| »                       | Taj me nesretni rat uništio [podijelio je moje snage]… Sve okolnosti mojih katastrofa svezane su u tom kobnom čvoru. | « |
| – Napoleon I. Bonaparte | |   |

Kampanje na poluotoku bile su svjedokom 60 velikih bitaka i 30 velikih opsada, više nego bilo koji drugi Napoleonov sukob, te su trajale više od šest godina, daleko dulje od bilo kojih drugih sukoba Napoleonskih ratova. Francusko Carstvo i njegovi saveznici imali su najmanje 91 000 poginulih u borbi i 237 000 ranjenih na Pirenejskom poluotoku. Od 1812. godine, Pirenejski rat spojio se s Ratom Šeste koalicije.

## Dalmatinska kampanja (1809.)
Dalmatinska kampanja manje je ratište i kampanja koja se sastojala od nekoliko bitaka vođenih od 30. travnja do 21. svibnja 1809. godine između vojnika Napoleonskog Francuskog Carstva pod vodstvom maršala Augustea Marmonta i trupi Austrijskog Carstva pod vodstvom Andreasa von Stoičevića i Matije Rebrovića Razbojskog. Austrijske su postrojbe potkraj travnja protjerali Francuze s njihovih položaja na rijeci Zrmanji u današnjoj Hrvatskoj, no, sredinom svibnja, francuski protunapad natjerao je iste nazad. Branitelji su pružili snažan otpor, ali se na kraju Marmont probio iz Dalmacije i pridružio vojsci cara Napoleona I. Bonapartea kod Beča s preko 10 000 vojnika. Kampanja se vodila tijekom Rata Pete koalicije.
Na početku sukoba austrijske su trupe prodrle preko Zrmanje i prisilile Francuze da se vrate u utvrđene gradove. Nakon austrijskog poraza i kasnijeg povlačenja vojske nadvojvode Ivana Austrijskog iz današnje Italije, Marmont je pokrenuo vlastitu ofenzivu. Francuzi su pobijedili Austrijance kod Pribudića, zarobili Stoičevića i krenuli prema sjeveru. Još dvije borbe vođene su kod Gračaca (17. svibnja) i Gospića (21. svibnja) prije nego što je Marmont stigao do Ljubljane u Kranjskoj. Nastavljajući prema sjeveru, francuski se general borio u Bitki kod Graza (24. – 26. lipnja) i odlučujućoj Bitki kod Wagrama (5. i 6. srpnja).

## Rat Pete koalicije (1809.)
Peta protunapoleonska koalicija formirana je dok je Britansko Carstvo bilo uključeno u Pirenejski rat u Španjolskoj i Portugalu.
More je postalo glavno ratište protiv Napoleonovih saveznika. Austrijsko Carstvo, koje je prethodno bilo saveznik Francuskog Carstva, iskoristilo je priliku da pokuša vratiti svoje carske teritorije u Njemačkoj koje je kontrolirala prije Bitke kod Austerlitza. Za vrijeme Rata Pete koalicije, Britanska kraljevska ratna mornarica nizala je pobjede u francuskim kolonijama. Na kopnu su glavne bitke uključivale Bitku kod Raszyna, Bitku kod Eckmühla, Bitku kod Raaba, Bitku kod Aspern-Esslinga i Bitku kod Wagrama.
Na kopnu je Peta koalicija pokušala poduzeti nekoliko opsežnih vojnih pothvata. Walcherenska kampanja, uključivala je dvostruki napor britanske vojske i Kraljevske ratne mornarice da olakšaju austrijskim snagama pod intenzivnim francuskim pritiskom. Završilo je katastrofom nakon što zapovjednik John Pitt nije uspio zauzeti pomorsku bazu grada Antwerpena koja je tada bila pod francuskom kontrolom.
Britanske vojne operacije na kopnu (osim na Pirenejskom poluotoku) ostale su ograničene na hit-and-run (hrv. „udari-i-bježi”) operacije koje je Britanska kraljevska ratna mornarica provodila, a ista je dominirala morem nakon što je srušila gotovo sve značajne pomorske položaje Francuskoga Carstva i njegovih saveznika te blokirala ono što je preostalo od francuskih pomorskih snaga u jako utvrđenim lukama. Te brze ofenzivne operacije bile su uglavnom usmjerene na uništavanje blokirane francuske mornarice i trgovačkog broda te prekid francuskih opskrbe, komunikacija i vojnih jedinica stacioniranih u blizini obale.
Kada su britanski saveznici izvodili vojne akcije unutar nekoliko desetaka milja od mora, Britanska kraljevska ratna mornarica bi stigla, iskrcala trupe i zalihe te pomogla kopnenim snagama Koalicije u operacijama. Brodovi Kraljevske ratne mornarice pružali su topničku potporu protiv francuskih jedinica kada su borbe bile dovoljno blizu obale. Sposobnost i kvaliteta kopnenih snaga bila je glavni čimbenik tih operacijama – kada je djelovala s neiskusnim gerilskim snagama u Španjolskoj, Kraljevska mornarica ponekad nije uspjela postići svoje ciljeve zbog nedostatka ljudstva koje su gerilski saveznici mornarice obećali dostaviti.
Godine 1807., Francusko Carstvo pokušalo je prisiliti Kraljevinu Portugal da se pridruži Kontinentalnoj blokadi, trgovački embargo protiv Ujedinjenog Kraljevstva. Kada je portugalski princ-regent Joao VI. odbio pridružiti se, Napoleon je poslao generala Jean-Andoche Junota da napadne Kraljevinu Portugal, što je rezultiralo šestogodišnjim Poluotočnim ratom. Nakon što je poraženo 1805. godine, Austrijsko Carstvo provelo je tri godine reformirajući svoju vojsku, a potaknuto događajima u Španjolskoj, tražilo je još jedan sukob s Francuskim Carstvom kako bi se osvetilo za poraze te vratilo izgubljeni teritorij i moć. Austrijskom su Carstvu nedostajali saveznici u Srednjoj Europi, a s Kraljevinom Pruskom je od Britanskog Carstva zatražilo da financira njihove vojne kampanje i pokrene vojnu kampanju u Njemačkoj. Austrijsko je Carstvo primilo 250 000 £ u srebru, uz daljnjih 1 000 000 £ obećanih za buduće troškove. Britanija je obećala kampanju u Niskim Zemljama i obnovu svoje kampanje u Španjolskoj. Nakon što je Kraljevina Pruska odlučila ne ući u rat, Peta se koalicija formalno sastojala od Austrijskog Carstva, Kraljevine Portugala, Britanskog Carstva, Kraljevine Sicilije, Španjolske i Kraljevine Sardinije. Rusko Carstvo ostalo je neutralno, iako je bilo francuski saveznik.
Austrijsko Carstvo postiglo je neke početne pobjede protiv slabo raspoređene vojske maršala Louisa Alexandrea Berthiera, kojemu je Napoleon ostavio samo 170 000 vojnika da brane cijelu istočnu granicu Francuskog Carstva (1790-ih je 800 000 vojnika izvršilo isti zadatak, ali držeći mnogo kraći front).
Na istoku je Austrijsko Carstvo prodrlo u Varšavsko Vojvodstvo, ali je pretrpjelo poraz u Bitki kod Raszyna (19. travnja 1809.). Vojska Varšavskog Vojvodstva zauzela je Zapadnu Galiciju nakon svoga ranijeg uspjeha. Napoleon je osobno preuzeo zapovjedništvo i pojačao vojsku za protunapad na Austrijsko Carstvo. Nakon nekoliko manjih bitaka, dobro vođena kampanja natjerala je Austrijance na povlačenje iz Bavarske, a Napoleon je napredovao u Austrijsko Carstvo. Njegov užurban pokušaj prijelaza Dunava rezultirao je velikom Bitkom kod Aspern-Esslinga (22. svibnja 1809.), Napoleonovim prvim značajnim taktičkim porazom. Austrijski nadvojvoda Karlo Josip, nije uspio nastaviti pobjedu, dopustivši Napoleonu da se pripremi i zauzme Beč početkom srpnja 1809. godine te porazi Austrijsko Carstvo u Bitki kod Wagrama (5. – 6. srpnja). Usred te bitke maršal Jean-Baptiste Bernadotte lišen je zapovjedništva nakon što se povukao suprotno Napoleonovim naredbama. Ubrzo nakon toga, Bernadotte je prihvatio ponudu Švedskog Carstva da popuni upražnjeno mjesto tamošnjeg prijestolonasljednika, a kasnije je aktivno sudjelovao u ratovima protiv Napoleona.
Rat Pete koalicije završio je Schönbrunnskim mirom (14. listopada 1809.). Na istoku su se samo tirolski pobunjenici predvođeni Andreasom Hoferom nastavili boriti protiv francusko-bavarske vojske dok nisu konačno poraženi u studenom 1809. godine, dok se na zapadu nastavio Pirenejski rat. Ekonomski se rat između Britanskog Carstva i Napoleona nastavio – Britanci su nastavili pomorsku blokadu teritorija koji je bio pod francuskom kontrolom. Zbog nedostatka vojske i organizacije, dogodila su se mnoga kršenja Kontinentalne blokade, koji je uglavnom bio neučinkovit i napravio malu ekonomsku štetu Britaniji. Obje su strane ušle u daljnje sukobe u pokušaju da svatko provedu svoju blokadu, a Napoleon je napao Španjolsku i Rusko Carstvo shvativši da opsežna trgovina ide preko njih.
Ubrzo je Francusko Carstvo doseglo svoj najveći teritorijalni opseg. Napoleon je oženio austrijsku nadvojvotkinju Mariju Lujzu s ciljem da osigura stabilniji savez s Austrijskim Carstvom te da caru Franji II. osigura nasljednika. Osim Francuskog Carstva, Napoleon je kontrolirao Helvetsku Republiku, Rajnsku konfederaciju, Veliko Varšavsko Vojvodstvo i Kraljevstvo Italiju.
Teritoriji u savezu s Napoleonom uključivali su:
- Španjolsku (pod Napoleonovim starijim bratom Josephom Bonaparteom),
- Napuljsko Kraljevstvo (pod Joachimom Muratom, suprugom Napoleonove sestre Caroline Bonaparte),
- Dansku-Norvešku (pod Fridrikom VI.),
- Austrijsko Carstvo (pod Franjom II.),
- Kraljevinu Prusku (pod Fridrikom Vilimom III.),
- Švedsko Carstvo (pod Karlom XIII.),
- Kneževinu Lucca-Piombino (pod Napoleonovom sestrom Élisom Bonaparte i njezinim suprugom Feliceom Baciocchijem),
- Kraljevinu Vestfaliju (pod Napoleonovim mlađim bratom Jérômeom Bonaparteom).

## Napoleonova invazija na Rusko Carstvo (1812.)
Mir u Tilzitu rezultirao je Anglo-ruskim pomorskim ratom (1807. – 1812.). Car Aleksandar I. objavio je rat Britanskom Carstvu nakon napada na Dansku-Norvešku u rujnu 1807. godine. Britanski ratnici podržavali su švedsku flotu tijekom Finskog rata (1808. – 1809.) i izvojevali pobjede nad Rusima u Finskom zaljevu u srpnju 1808. i kolovozu 1809. godine. Uspjeh ruske vojske na kopnu prisilio je Švedsko Carstvo da potpiše mirovne sporazume s Ruskim Carstvom (1809.) i s Francuskim Carstvom (1810.) te da se pridruži blokadi Britanskog Carstva. No, francusko-ruski odnosi postupno su se pogoršavali nakon 1810. godine, a ruski rat s Britanskim Carstvom je zapravo završio. U travnju 1812. godine, Britansko, Rusko i Švedsko Carstvo potpisali su tajne sporazume usmjerene protiv Napoleona.
Središnji spor i za Napoleona i za cara Aleksandra I. bila je kontrola nad Poljskom, a obojica su ju za sebe htjeli kao poluneovisnu državu koju mogu kontrolirati. Kao što Charles Esdaile primjećuje: „Implicitno u ideji ruske Poljske bio je, naravno, rat protiv Napoleona.” Paul W. Schroeder kaže da je Poljska bila „osnovni uzrok” Napoleonovog rata s Ruskim Carstvom, a rusko odbijanje da podrži Kontinentalnu blokadu također je bio razlog.
Godine 1812., na vrhuncu svoje moći, Napoleon je napao Rusko Carstvo s paneuropskom Grande Armée, koja se sastojala od 450 000 ljudi (200 000 Francuza, dok su ostali vojnici saveznika ili podređenih područja). Francuske su snage 24. lipnja 1812. godine prešle rijeku Njemen. Rusija je objavila Domovinski rat (rus. Отечественная война), a Napoleon Drugi poljski rat (fra. Deuxième guerre de Pologne). Poljaci su gotovo 100 000 svojih ljudi dali u invazijske snage, ali protiv njihovih očekivanja, Napoleon je izbjegao bilo kakve ustupke Poljskoj, imajući u vidu daljnje pregovore s Ruskim Carstvom.
Grande Armée marširala je Ruskim Carstvom, pobijedivši u nekim relativno manjim borbama i Prvoj bitki kod Smolenska (16. – 18. kolovoza). Istih dana, desno krilo ruske vojske pod zapovjedništvom generala Petra Wittgensteina zaustavilo je dio francuske vojske predvođen maršalom Nicolasom Oudinotom u Bitki kod Polocka (17. – 18. kolovoza). Time je spriječen francuski marš na ruski glavni grad Sankt-Peterburg. Sudbina invazije odlučena je u Moskvi, gdje je Napoleon osobno vodio svoje snage.
Rusko je Carstvo koristilo taktiku spaljene zemlje te je maltretirala Grande Armée kozačkom lakom konjicom. Grande Armée nije prilagodila svoje operativne metode kao odgovor, a to je dovelo do gubitaka glavne kolone Grande Armée, koji su u jednom slučaju iznosili 95 000 ljudi (uključujući dezertere) u samo tjedan dana.
Glavnina ruske vojske povlačila se gotovo tri mjeseca; stalno povlačenje dovelo je do nepopularnosti feldmaršala Michaela Andreasa Barclaya de Tollyja i veterana Mihaila Kutuzova, kojega je car Aleksandar I. postavio za novog vrhovnog zapovjednika. Konačno, dvije su se vojske 7. rujna uključile u Bitku kod Borodina, u blizini Moskve. Bitka je bila najveća i najkrvavija jednodnevna vojna akcija Napoleonskih ratova, u kojoj je sudjelovalo 228 000 – 295 000 ljudi (103 000 – 135 000 na francuskoj strani i 125 000 – 160 000 na ruskoj strani) i rezultirala s oko 73 000 – 87 000 žrtava (28 000 – 35 000 na francuskoj strani i 45 000 – 52 000 na ruskoj strani). Bitka je bila neodlučna – Francuzi su zauzeli glavne položaje na bojnom polju, ali nisu uspjeli uništiti rusku vojsku. Logističke poteškoće značile su da se francuski gubitci nisu mogli nadomjestiti, za razliku od ruskih.
Napoleon je 14. rujna ušao u Moskvu, nakon što se ruska vojska ponovno povukla. Do tada su Rusi uglavnom evakuirali grad i pustili kriminalce iz zatvora kako bi smetali Francuzima, a guverner Fjodor Rostopčin naredio je da se grad spali, što je i učinjeno.
Aleksandar I. odbio je kapitulirati, a mirovni pregovori koje je Napoleon pokušao propali su. U listopadu, bez naznaka jasne pobjede na vidiku, Napoleon je započeo Veliko povlačenje iz Moskve.
U Bitki kod Malojaroslavca, Francuzi su pokušali doći do Kaluge, gdje su mogli pronaći zalihe hrane i stočne hrane. Popunjena ruska vojska blokirala je cestu, a Napoleon je bio prisiljen povući se istim putem kojim je došao do Moskve, kroz teško opustošena područja duž smolenske ceste. Sljedećih tjedana, francuskoj Grande Armée zadat je katastrofalan udarac početkom ruske zime, nedostatkom zaliha te stalnim gerilskim ratovanjem ruskih seljaka i neregularnih trupa.
Kada su ostaci Napoleonove vojske prešli rijeku Berezinu u studenom, samo je 27 000 sposobnih vojnika preživjelo, s 380 000 mrtvih ili nestalih i 100 000 zarobljenih. Napoleon je tada napustio svoje ljude i vratio se u Pariz kako bi pripremio obranu od nadirućih Rusa. Kampanja je završila 14. prosinca 1812. godine, kada su posljednje neprijateljske trupe napustile Rusko Castvo. Rusi su izgubili oko 210 000 ljudi, ali sa svojim kraćim linijama opskrbe ubrzo su obnovili svoje vojske.

### Raspored vojnih snaga
| Obrambena strana – broj vojnika |         |
| Rusko Carstvo                   | 518 000 |
| Ukupno: 518 000                 |         |

| Napoleonove sile (napadači) – broj vojnika |         |
| Francusko Carstvo                          | 850 000 |
| Kraljevstvo Italija                        | 50 000  |
| Varšavsko Vojvodstvo                       | 60 000  |
| Bavarska                                   | 40 000  |
| Kraljevina Saska                           | 30 000  |
| Kraljevina Vestfalija                      | 30 000  |
| Kraljevstvo Württemberg                    | 15 000  |
| Vojvodstvo Baden                           | 9000    |
| Rajnska konfederacija                      | 23 000  |
| Kraljevina Pruska                          | 20 000  |
| Austrijsko Carstvo                         | 30 000  |
| Napuljsko Kraljevstvo                      | 30 000  |
| Ukupno: 1 187 000                          |         |

### Napoleonova objava rata
Predan politici širenja Katarine II. Velike, Aleksandar I. izdao je ultimatum u travnju 1812., zahtijevajući evakuaciju francuskih trupa iz Kraljevine Pruske i Velikog Varšavskog Vojvodstva. Kada je Napoleon odabrao rat umjesto povlačenja, između 8. i 20. lipnja, trupe su ostale u stalnom pokretu, izdržavajući teške marševe usred velike vrućine. Napoleonov primarni cilj bio je poraziti Rusku carsku vojsku i prisiliti cara Aleksandra I. da se ponovno pridruži Kontinentalnoj blokadi.
Dana 22. lipnja 1812. godine, Napoleon je objavio sljedeći proglas:
| »                       | Vojnici, počeo je Drugi poljski rat. Prvi je prekinut kod Friedlanda, a kod Tilzita se Rusija zavjetovala na vječni savez s Francuskom i rat s Englezima. Sada krši svoje zavjete i odbija dati bilo kakvo objašnjenje svojega čudnog ponašanja sve dok francuski orlovi ne pređu Rajnu i prepuste naše saveznike na milost i nemilost. Rusiju požuruje kob – njezine će se sudbine ispuniti. Misli li ona da smo degenerirani? Nismo li više vojnici koji su se borili kod Austerlitza? Ona nas postavlja između nečasti i rata – naš izbor ne može biti težak. Marširajmo onda naprijed, prijeđimo Niemen i prenesimo rat u njezinu zemlju. Ovaj Drugi poljski rat bit će jednako slavan za francusko oružje kao i prvi, ali mir koji ćemo sklopiti nosit će sa sobom vlastito jamstvo i okončat će kobni utjecaj koji je Rusija posljednjih pedeset godina vršila u Europi. | « |
| – Napoleon I. Bonaparte | |   |

### Logistika
Invazija na Rusko Carstvo oštro naglašava središnju ulogu logistike u vojnoj strategiji, osobito u situacijama kada raspoloživi teren ne može izdržati veliki broj raspoređenih trupa. Napoleon se pomno pripremao za opskrbu svoje vojske, značajno nadmašujući logističke napore prethodnih kampanja. Kako bi se održala Grande Armée i njezine vojne operacije, mobilizirano je dvadeset željezničkih bataljuna sa 7848 vozila za opskrbu za 40 dana. Opsežni magazini strateški su postavljeni u mjestima i gradovima diljem Varšavskog Vojvodstva i Istočne Pruske, dok se dolina rijeke Visle razvila u vitalnu opskrbnu bazu 1811. – 1812. godine. General-intendant Guillaume-Mathieu Dumas organizirao je pet opskrbnih linija od Rajne do Visle, uspostavljajući administrativna sjedišta u tri arondismana u Njemačkoj i Poljskoj pod kontrolom Francuskog Carstva. Ova logistička priprema poslužila je kao značajna kušnja Napoleonove administrativne i logističke oštroumnosti, s njegovim fokusom u prvoj polovici 1812. godine posvećenom uglavnom opskrbi svoje invazijske vojske.
Napoleonovo proučavanje zemljopisa i povijesti Rusije – uključujući invaziju švedskog kralja Karla XII., koja je trajala od kasne jeseni 1708. do 8. srpnja 1709. godine – učvrstilo je njegovo razumijevanje imperativa za transport što je više moguće zaliha. Prethodno iskustvo Francuske carske vojske u djelovanju po rijetko naseljenim i nerazvijenim regijama Varšavskog Vojvodstva i Istočne Pruske tijekom Rata Četvrte koalicije (1806. – 1807.) također je utjecalo na njihov pristup.
| »                  | Međutim, ništa nije išlo po planu, jer Napoleon nije uzeo u obzir uvjete koji su bili potpuno drugačiji od onoga što je dosad poznavao. | « |
| – Richard K. Reihn | |   |

Napoleon i Grande Armée bili su navikli koristiti metodu življenja od zemlje, što se pokazalo uspješnim u gusto naseljenim i poljoprivredno uspješnim regijama Srednje Europe, koje karakterizira dobro povezana mreža cesta. Brzi forsirani marševi dezorijentirali su tradicionalnu Prusku i Austrijsku vojsku, oslanjajući se u velikoj mjeri na traženje hrane za preživljavanje. Pukovnik Antoine-Augustin Flavien Pion des Loches dokumentirao je logističke izazove koje je ta strategija nametnula vojsci:
| »                                          | Nema krme za konje; kao i obično nema reda ni uprave; vojska mora živjeti od mača, a čak i na pruskom teritoriju i sa svojim saveznicima, trupe zvjerski pljačkaju kao da su u neprijateljskoj zemlji. | « |
| – Antoine-Augustin Flavien Pion des Loches | |   |

Tijekom kampanje, rasprostranjena smrt i iscrpljenost konja pojavili su se kao značajan problem. Prisilni marševi često su prisiljavali trupe da idu bez osnovnih zaliha, jer su se opskrbne zaprege borila da održe korak. Oskudica cesta, često pretvorenih u blato zbog kišnih oluja, dodatno je ometala konjske zaprege i topništvo.
U slabo naseljenim i poljoprivredno oskudnim regijama, nedostatak hrane i vode doveo je do žrtava među trupama i njihovim konjima, izlažući ih bolestima koje se prenose vodom zbog pijenja zagađene vode i konzumiranja pokvarene hrane i hrane za stoku. Dok su prednji dijelovi vojske dobivali sve namirnice koje su se mogle opskrbiti, formacije iza njih su patile od gladi. Tijekom faze napada, Vilnius je bio najnapredniji spremnik u operativnom području. Izvan Vilnusa se vojska morala oslanjati na vlastite resurse.

### Streljivo
U Varšavi je uspostavljen značajan arsenal koji je činio ključni dio logističke infrastrukture. Distribucija topništva bila je koncentrirana na strateškim mjestima u Magdeburgu, Küstrinu, Stettinu, Danzigu i Glogauu.
- Magdeburg je imao opsadni topnički vlak sa 100 teških topova i 462 topa, 2 000 000 papirnatih patrona 135 tona baruta.
- Danzig je imao opsadni vlak sa 130 teških topova i oko 136 tona baruta.
- Stettin je imao 263 puške, 1 000 000 metaka i 90 tona baruta.
- Glogau je imao 108 pušaka, 1 000 000 patrona i 45 tona baruta.[261] Nadalje, tvrđava Modlin (u blizini Varšave), Thorn i Marienburg služili su kao vitalna skladišta streljiva i opskrbe.[247]

Trupe su se uglavnom okupljale u Thornu, Insterburgu ili Gumbinnenu.

### Njemačka invazija tijekom Drugog svjetskog rata
Akademičari su „povukli paralele” između Francuske invazije na Rusko Carstvo i Operacije Barbarossa, njemačke invazijske operacije na Sovjetski Savez (trajala 22. lipnja 1941. – 7. siječnja 1942. godine) koja se odvila tijekom Drugog svjetskog rata, a nazvana je prema Fridriku I. Barbarossi (1122. – 10. lipnja 1190.), rimsko-njemačkom caru.
| »              | Povijesne usporedbe otkrivaju da su mnoge temeljne točke koje označavaju Hitlerov neuspjeh 1941. zapravo bile nagoviještene u prošlim kampanjama. Najočitiji primjer je Napoleonova nesretna invazija na Rusiju 1812. godine. Nesposobnost njemačkoga vrhovnog zapovjedništva da shvati neka od bitnih obilježja ove vojne nesreće naglašava drugi kut njihove pogrešne konceptualizacije i planiranja u iščekivanju Operacije Barbarossa. Poput Hitlera, Napoleon je bio osvajač Europe i predvidio je svoj rat protiv Rusije kao ključ za prisiljavanje Engleske na sklapanje uvjeta. Napoleon je izvršio invaziju s namjerom da okonča rat u kratkoj kampanji usredotočenoj na odlučujuću bitku u zapadnoj Rusiji. Kako su se Rusi povlačili, Napoleonove opskrbne linije su rasle, a njegova snaga bila je u opadanju iz tjedna u tjedan. Loše ceste i surovo okruženje uzeli su smrtonosni danak i konjima i ljudima, dok su politički potlačeni ruski kmetovi ostali, većinom, lojalni aristokraciji. Što je još gore, dok je Napoleon porazio rusku vojsku kod Smolenska i Borodina, to nije dovelo do odlučujućeg rezultata za Francuze i svaki put je ostavilo Napoleona pred dilemom – povući se ili probiti dublje u Rusiju. Niti jedno niti drugo nije bilo prihvatljivo, političko povlačenje i vojno napredovanje, ali u svakom slučaju Napoleon se odlučio za ovo drugo. Čineći to, francuski je car nadmašio čak i Hitlera te uspješno zauzeo rusku prijestolnicu u rujnu 1812., ali to se malo računalo kada su Rusi jednostavno odbili priznati poraz i pripremili se za nastavak borbe kroz zimu. U vrijeme kada je Napoleon napustio Moskvu kako bi započeo svoje zloglasno povlačenje, ruski pohod bio je osuđen na propast. | « |
| – David Stahel | |   |

Sovjetska vlada je invaziju Trećeg Reicha nazvala „Velikim domovinskim ratom”, kako bi izazvala usporedbe s pobjedom Aleksandra I. nad Napoleonovom osvajačkom vojskom. Osim toga, Nijemci su se, kao i Francuzi, tješili mišljenjem da ih je porazila ruska zima, a ne sami Rusi ili vlastite pogreške.

### Kulturni utjecaj
Događaj epskih razmjera i iznimnog značaja za europsku povijest, Francuska invazija na Rusko Carstvo bila je predmet mnogih rasprava među povjesničarima. Održiva uloga kampanje u ruskoj popularnoj kulturi može se vidjeti u Ratu i miru Lava Nikolajeviča Tolstoja, Uvertiri iz 1812. Petra Iljiča Čajkovskog i poistovjećivanju s nacističkom invazijom tijekom Drugog svjetskog rata, koja je u Sovjetskom Savezu postala poznata kao „Veliki domovinski rat”.

## Rat Šeste koalicije (1813. – 1814.)
██ Napoleonsko Francusko Carstvo te marionete i saveznici (Kraljevstvo Italija, Napuljsko Kraljevstvo, Rajnska konfederacija, Varšavsko Vojvodstvo, Danska-Norveška, Švicarska i Španjolska pod francuskom okupacijom).
██ Šesta koalicija i saveznici (Britansko Carstvo, Austrijsko Carstvo, Rusko Carstvo, Kraljevina Pruska, Švedsko Carstvo, Kraljevina Sardinija, Kraljevina Portugal i neokupirana Španjolska).

## Povezano
|  | Portal Francuske: pristup člancima s tematikom o Francuskoj |

## Referencije